# Yzeures-sur-Creuse
Pour les articles homonymes, voir Yzeure et Izeure.
Yzeures-sur-Creuse est une commune française située à l’extrême sud du département d'Indre-et-Loire, en région Centre-Val de Loire.
C'est l'un des plus anciens villages de Touraine, son occupation remonte au Paléolithique supérieur soit plus de 10 000 ans av. J.-C. Niché dans la vallée de la Creuse à son confluent avec la Gartempe, sa situation de village frontalier entre les trois anciennes provinces de Touraine, du Poitou et du Berry, lui accordera un rôle important durant l'Antiquité et l'époque mérovingienne.
De nos jours, c'est une commune dynamique regroupant 1 300 Yzeurois et Yzeuroises, située dans un contexte rural profond.
Le village profite de l'activité de thermalisme de la commune voisine de La Roche-Posay, près de 150 résidences secondaires sont présentes sur le territoire. Yzeures offre également tout un éventail d'activités touristiques, ce qui lui a permis d'obtenir les labels de Station verte de vacances et Station pêche.
La naissance de la cantatrice Mado Robin, la richesse de son passé et de son patrimoine représenté par les vestiges gallo-romains du musée Minerve, ses paysages vallonnés sont des atouts que le village a su mettre en valeur.

## Géographie

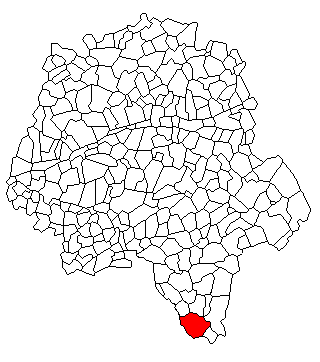
Yzeures-sur-Creuse en Indre-et-Loire.

### Situation
Yzeures-sur-Creuse est une commune du canton de Descartes, à l'extrémité sud du département d'Indre-et-Loire et à proximité des départements de l'Indre et la Vienne. Dans l'Ancien Régime, elle était déjà située au carrefour des trois provinces de Touraine, du Poitou et du Berry.
La commune est située dans la vallée de la Creuse et le confluent de celle-ci avec la Gartempe est situé sur son territoire. Elle présente la particularité d'être la seule commune de Touraine à s'étendre à la fois sur la rive droite et la rive gauche de la Creuse. C'est également la seule commune du département à être arrosée par la Gartempe.
Elle s'étend sur 55 km2 (8° commune du département pour la superficie, 819° au niveau national), soit 5 542 hectares. Elle compte d'importantes zones forestières (un tiers du territoire soit 1 850 hectares de bois). Selon le classement établi par l’INSEE en 2010, Yzeures-sur-Creuse est une « commune isolée hors influence des pôles » et fait partie du bassin de vie de La Roche-Posay.

#### Communes limitrophes
Sa superficie étant importante, la commune compte neuf communes limitrophes. Cinq sont situées dans le département d'Indre-et-Loire (Chambon, Boussay, Preuilly-sur-Claise, Bossay-sur-Claise et Tournon-Saint-Pierre), trois dans le département de la Vienne (Vicq-sur-Gartempe, La Roche-Posay et Lésigny) et une dans le département de l'Indre (Néons-sur-Creuse).

#### Villes les plus proches
Par la route, le village se situe à égale distance de Descartes, Châtellerault et Le Blanc soit environ 26 km. Le chef-lieu du département, Tours, lui est à 84 km alors que Poitiers n'est qu'à 53 km.

### Transports et voies de communications

#### Sentiers de Randonnée
La commune est traversée par le GR 48, par le sentier de grande randonnée de la Touraine du Sud et le circuit cyclotouristique "Claise et Creuse". La municipalité a également balisé quatre sentiers de petite randonnée sur le territoire communal, parcourant de 9 km à 12 km ainsi qu'un sentier de bourg.

#### Réseau routier
La commune est desservie par les routes départementales D750, D725, D725b, D104 et D105. L'échangeur autoroutier le plus proche est la sortie  26 à Châtellerault Nord de l'A10 située à environ 25 km.

#### Desserte ferroviaire
La gare SNCF (TGV) la plus proche est la gare de Châtellerault.

#### Transports en commun
Différents réseaux de transports en commun relient le village aux villes environnantes.
En Indre-et-Loire, le réseau de bus Touraine Fil Vert relie Yzeures à Tours et Descartes par la ligne H1. Dans la Vienne, le réseau de bus Lignes en Vienne le relie à Châtellerault et La Roche-Posay par la ligne 204. Dans l'Indre, le réseau Alphacar le relie à Le Blanc.

### Paysages

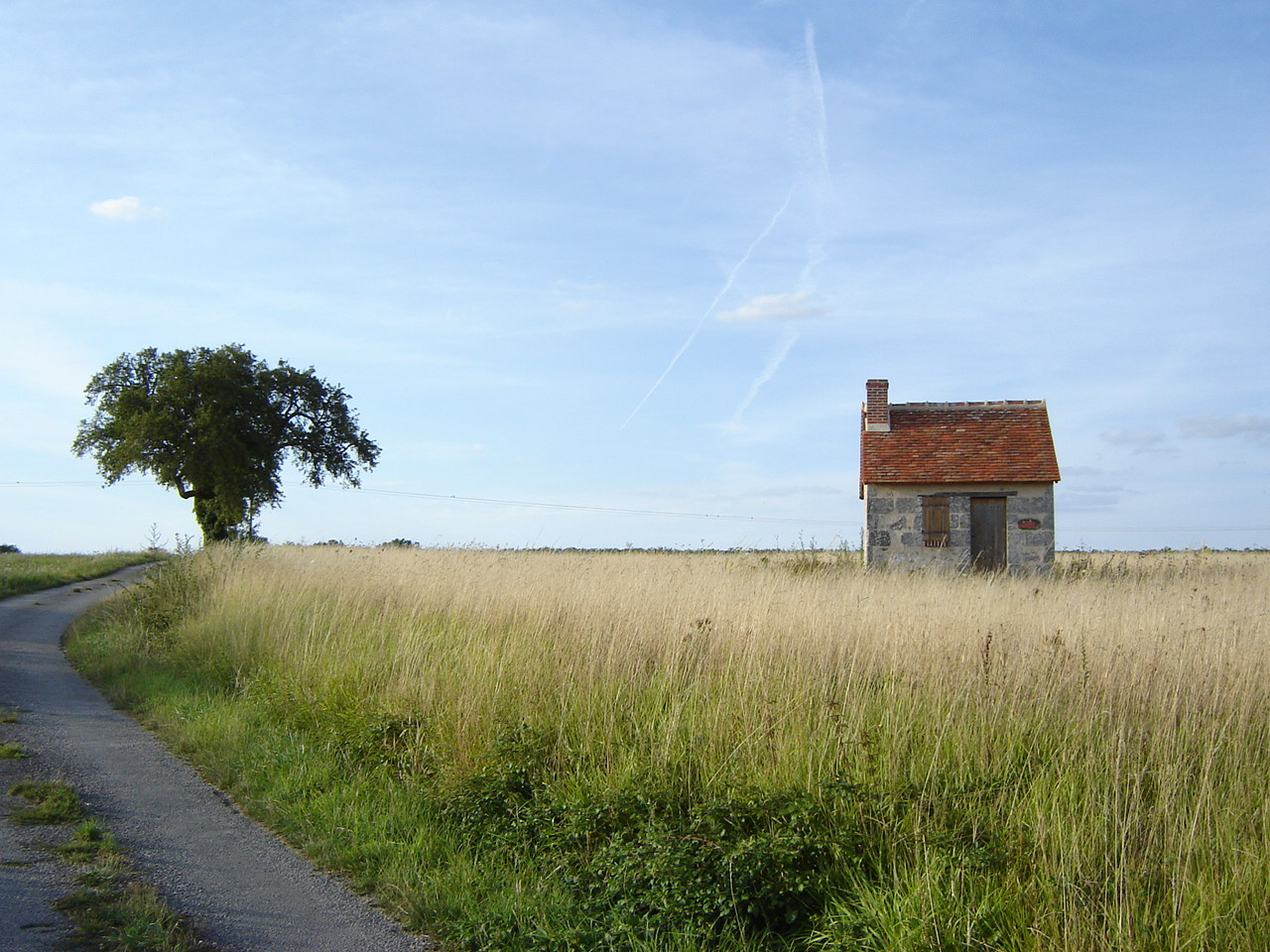
Loge de vigne restaurée située aux Availlons.

Les coteaux sont généralement boisés, le fond de vallée est quant à lui réservé aux prairies naturelles, aux cultures et aux peupleraies.
Sur les terres alluviales plus hautes et remontant sur le coteau tourangeau, les terrains accueillent des cultures plus importantes et plus riches.
Autrefois, le coteau de la rive droite de la Creuse était principalement consacré à la culture de la vigne, principalement de la vigne rouge. La viticulture accaparait une superficie importante de terres cultivables, plusieurs centaines d'hectares, et était une activité très répandue comme en témoigne la présence de nombreuses loges de vignes qui permettaient au vigneron de s'abriter.
Aujourd'hui, cette activité a quasiment totalement disparu tout comme les vignes remplacées par des prairies ou les extensions du bourg d'Yzeures. Les loges de vignes sont pour la plupart en ruines si elles n'ont pas disparu. Toutefois quelques-unes ont été restaurées et sont désormais la mémoire de cette activité sur la commune.

### Hydrographie

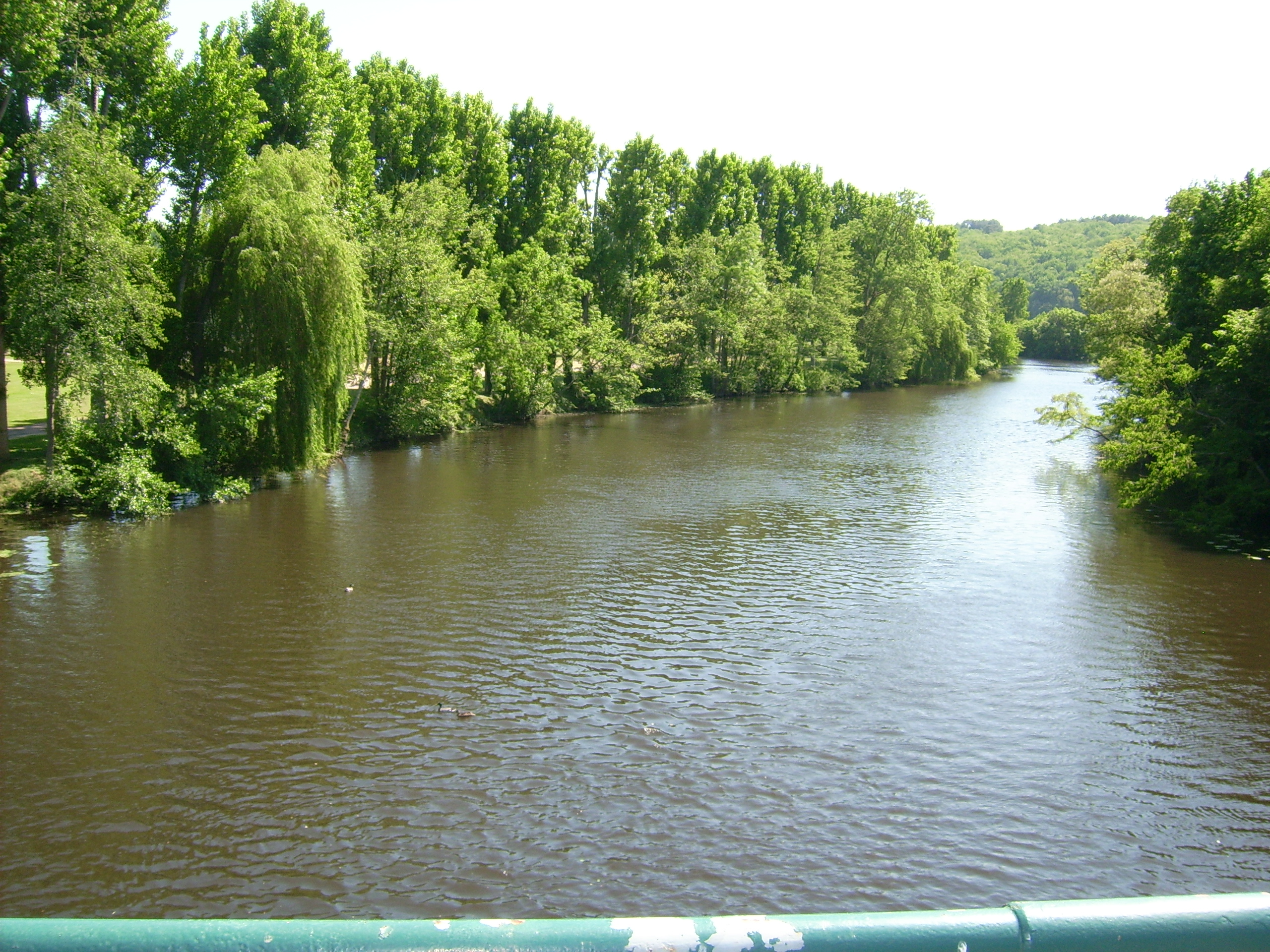
La Creuse.

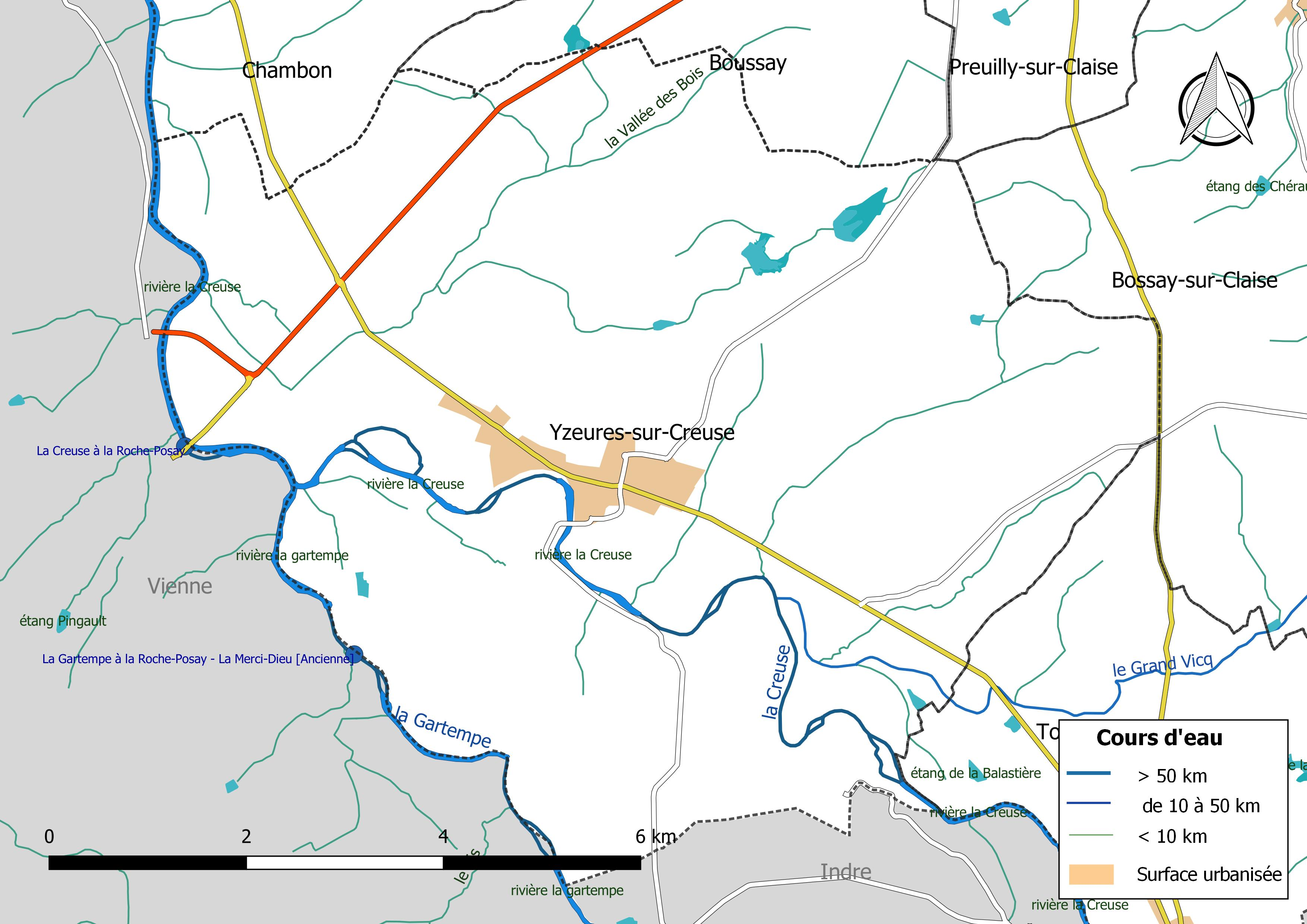
Réseau hydrographique d'Yzeures-sur-Creuse.

La commune est traversée par deux rivières, alimentées par de nombreux ruisseaux.
La Creuse est une rivière calme qui ondule en formant de larges méandres. Le bourg d'Yzeures est construit entre deux méandres très prononcés. La rive gauche de la Creuse est abrupte et présente souvent des visuels de falaises végétalisées alors que la rive droite monte plus progressivement, offrant une large vallée avant de monter doucement en coteaux.
La Gartempe, quant à elle, est plus rapide et vient se jeter dans la Creuse près du lieu-dit le Moulin aux Moines.
La confluence est marquée visuellement par une butte boisée qui partage les deux vallées et constitue un élément topographique majeur au cœur du territoire communal.
Selon le Ministère de l'Écologie et du Développement durable, son territoire comporte 12 zones humides de plus 10 000 m2 : l'étang du Bout du Pont, l'étang de la Siroterie, l'étang de Gaudru, la Vallée des Grands Fonds, les étangs de la Grande Renée, les étangs de la Lauderie, l'étang entre les Terrives et Rigolet, l'étang des Terrives, l'étang de la Cimbauderie, l'étang de la Vallée des Bois, l'étang de la Fontaine du Pré Bioli et l'étang du Bois de Saint-Léonard.

### Géologie
Yzeures fait partie de l'unité géologique de la Vallée de la Creuse.
Cette unité se distingue par le dépôt d'alluvions important, on y trouve d'ailleurs des gisements de granulats confirmés par la présence de plusieurs sablières sur le territoire communal.
Dans le fond des vallées de la Creuse et de la Gartempe, les sols se composent d'alluvions du Quaternaire. Le type d'alluvions change en fonction de la hauteur à laquelle se trouve le terrain : Würm de 12 à 16 mètres au-dessus de l'étiage, Riss de 18 à 30 mètres et Mindel de 33 à 40 mètres. On note également la présence de colluvions de fond de vallon, dans les sols des vallées perpendiculaires aux rivières, creusées par différents ruisseaux.
Au pied des coteaux en rive droite et de la butte de confluence, il y a présence de tuffeau blanc de Touraine (Turonien moyen), ainsi que de craie argileuse du Turonien inférieur.
En grimpant le coteau, les sols sont composés d'argiles, d'argiles à silex, de conglomérats polygéniques datant du Sidérolithique et de l'Éocène. En gravissant un peu plus les coteaux, une petite bande de tuffeau jaune de Touraine datant du Turonien supérieur apparaît. À cette même altitude sur la butte de confluence, les sols se composent de colluvions d'argiles à silex du Quaternaire.
Enfin, les sols des plateaux de la rive droite et celui de la butte de confluence se composent de marnes et calcaires lacustres de Touraine et du Poitou datant de l'Éocène et de l'Oligocène inférieur, ainsi que de sables et de graviers continentaux du Mio-pliocène. Les points les plus hauts du territoire communal possèdent des sols composés de limon des plateaux du Quaternaire.

### Climat
Pour des articles plus généraux, voir Climat du Centre-Val de Loire et Climat d'Indre-et-Loire.
En 2010, le climat de la commune est de type climat océanique altéré, selon une étude du CNRS s'appuyant sur une série de données couvrant la période 1971-2000. En 2020, Météo-France publie une typologie des climats de la France métropolitaine dans laquelle la commune est toujours exposée à un climat océanique altéré et est dans une zone de transition entre les régions climatiques « Centre et contreforts nord du Massif Central » et « Poitou-Charentes ».
Pour la période 1971-2000, la température annuelle moyenne est de 11,6 °C, avec une amplitude thermique annuelle de 15,2 °C. Le cumul annuel moyen de précipitations est de 711 mm, avec 11,2 jours de précipitations en janvier et 6,5 jours en juillet. Pour la période 1991-2020, la température moyenne annuelle observée sur la station météorologique de Météo-France la plus proche, sur la commune de Lésigny à 11 km à vol d'oiseau, est de 12,1 °C et le cumul annuel moyen de précipitations est de 743,3 mm,. Pour l'avenir, les paramètres climatiques de la commune estimés pour 2050 selon différents scénarios d'émission de gaz à effet de serre sont consultables sur un site dédié publié par Météo-France en novembre 2022.

### Zones protégées, faune, flore
Le territoire communal compte une ZNIEFF (Zone naturelle d'intérêt écologique, faunistique et floristique).

L'étang des Terrives est classé type I et s'étend sur 22,43 ha. Cet étang abrite une dizaine d'espèces végétales déterminantes, dont une protégée, les gazons amphibies annuels et pérennes. Ces gazons sont entourés par des ceintures d'hélohytes et des saulaies marécageuses ainsi que de Gnaphales blanc jaunâtre (Pseudognaphalium luteoalbum) et de Molinie.
Les 1850 ha de bois de la commune sont répartis sur plusieurs massifs forestiers, dont le parc de Boussay au nord de la commune, le Bois d'Après situé au sud de la commune sur la butte de confluence, ou encore le Bois Prieur.

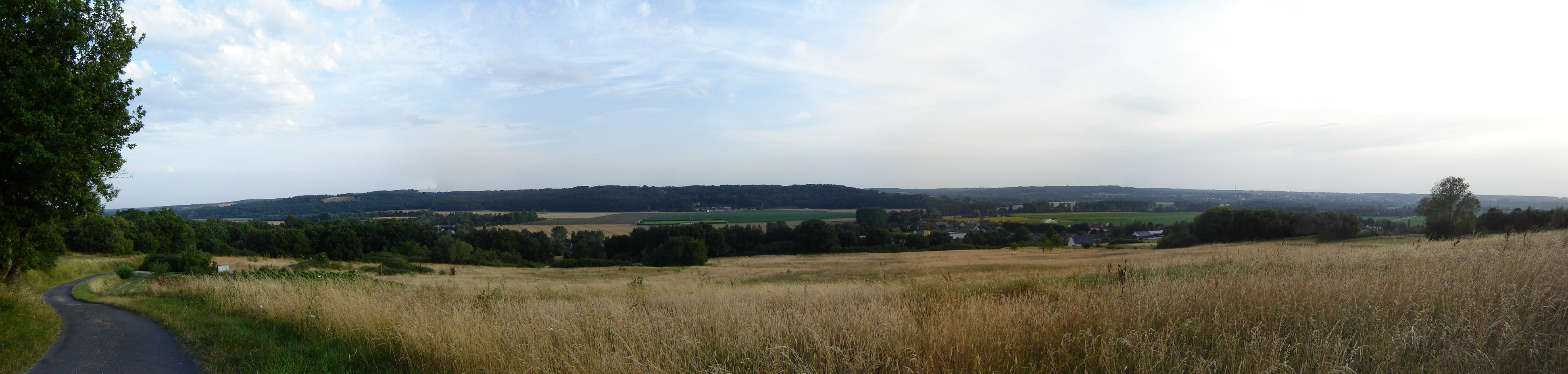
Panorama sur le Bois d'Après

## Urbanisme

### Typologie
Au 1er janvier 2024, Yzeures-sur-Creuse est catégorisée commune rurale à habitat dispersé, selon la nouvelle grille communale de densité à sept niveaux définie par l'Insee en 2022.
Elle est située hors unité urbaine et hors attraction des villes,.
A Yzeures, on constate une urbanisation en pied de coteau qui joue avec la topographie et s'étage sur le coteau. La RD 750 joue également un rôle majeur et engendre un étirement de l'urbanisation, ce qui amène un mitage. En effet, sur toute la traversée du territoire par la RD 750, une succession de hameaux s'étale de part et d'autre du bourg. Ainsi, entre Yzeures-sur-Creuse et Chambon, l'urbanisation est quasi continue.
Même si désormais, la majorité des habitants vivent dans ou près du bourg, le finage important du territoire (55 km2) accorde à Yzeures un nombre de hameaux et d'écarts importants. La commune s'est dotée d'un plan local d'urbanisme (PLU) en mars 2014 et qui a été modifié en juin 2017.

### Occupation des sols
L'occupation des sols de la commune, telle qu'elle ressort de la base de données européenne d’occupation biophysique des sols Corine Land Cover (CLC), est marquée par l'importance des territoires agricoles (68,1 % en 2018), en diminution par rapport à 1990 (68,9 %). La répartition détaillée en 2018 est la suivante : 
terres arables (56,5 %), forêts (28,7 %), zones agricoles hétérogènes (5,9 %), prairies (5,7 %), zones urbanisées (2,1 %), eaux continentales (1,1 %). L'évolution de l’occupation des sols de la commune et de ses infrastructures peut être observée sur les différentes représentations cartographiques du territoire : la carte de Cassini (XVIIIe siècle), la carte d'état-major (1820-1866) et les cartes ou photos aériennes de l'IGN pour la période actuelle (1950 à aujourd'hui).

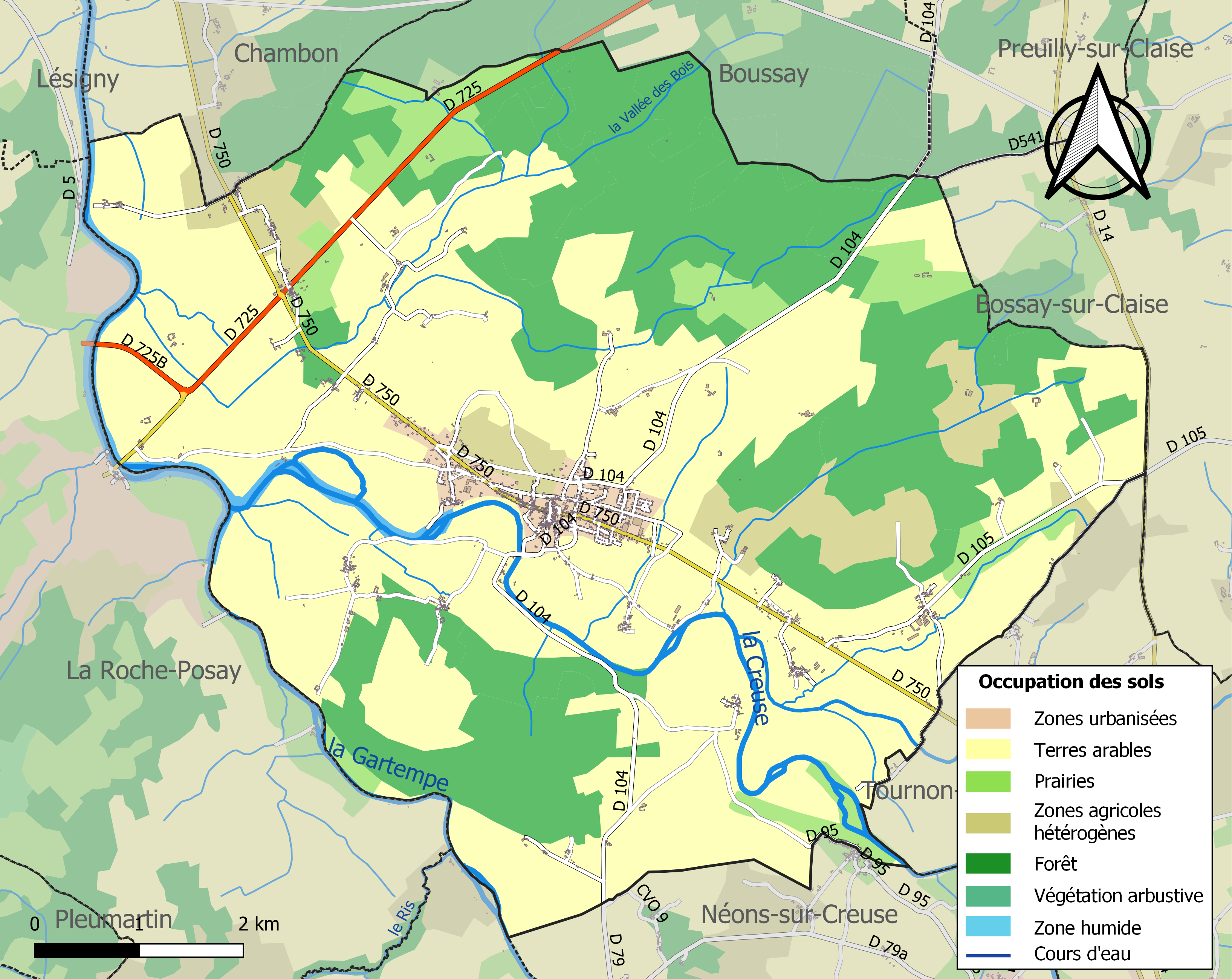
Carte des infrastructures et de l'occupation des sols de la commune en 2018 (CLC).

### Logement

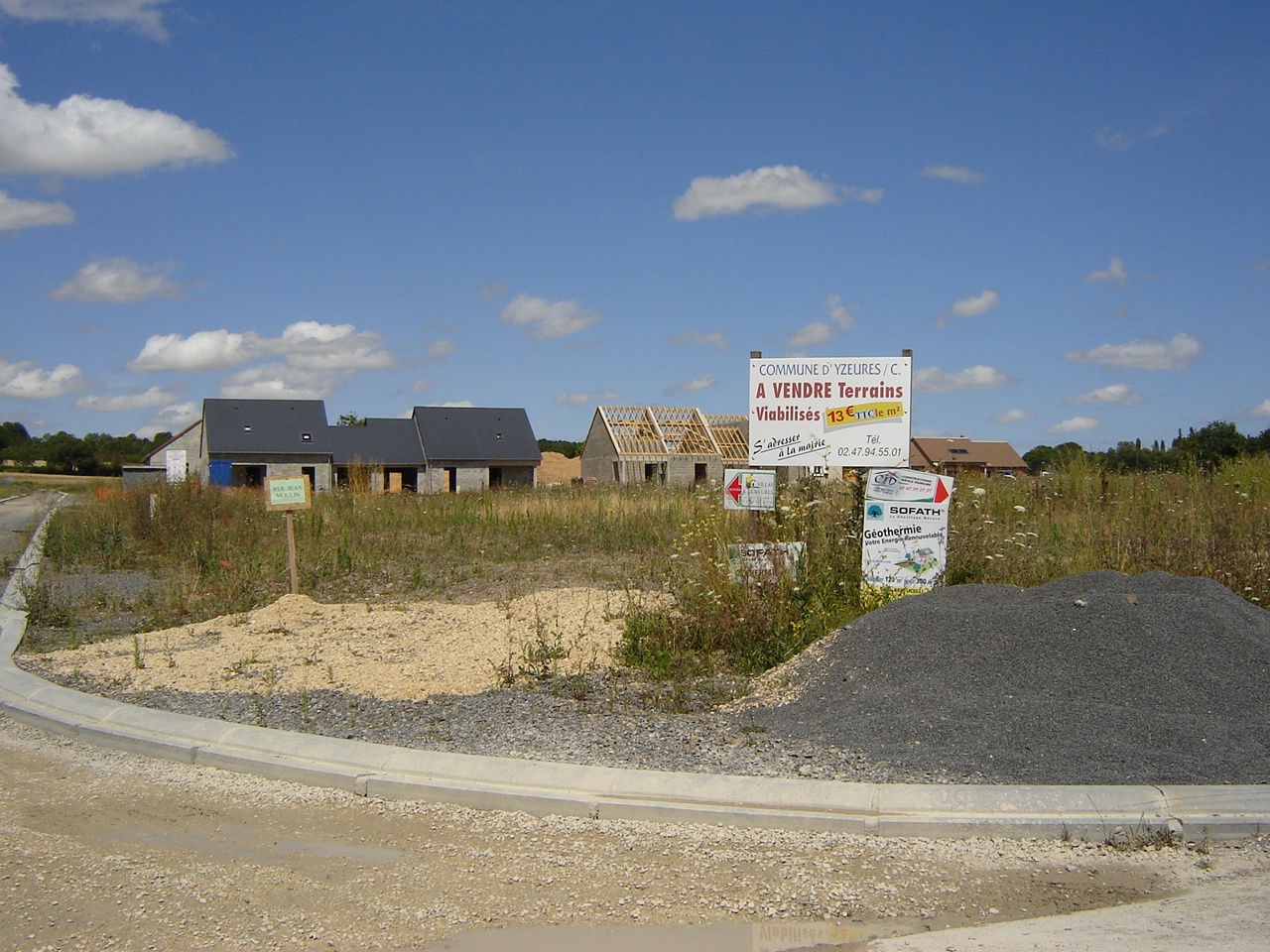
Lotissement les Chalussons Nord en construction

Le parc immobilier en 2018 est constitué de 929 logements dont 721 résidences principales (77,6 %), 116 résidences secondaires (12,4 %) et 92 logements vacants (10 %). Le taux de résidences secondaires est supérieur à la moyenne départementale de 4,4 %. Sur les 721 titulaires de résidences principales, 73,1 % sont propriétaires et 26,9 % locataires.
Entre 2008 et 2018, le nombre de logements s'est accru de 7,15 %, passant de 867 à 929, soit 62 de plus. Le parc immobilier est composé à 5,9 % d'appartements et à 94,1 % de maisons individuelles.
Au 1er janvier 2019, la commune comptait 58 logements sociaux, soit un taux de 6,24 %.
Par ailleurs, la municipalité contribue largement au développement du nombre de logements en créant ces dernières années plusieurs lotissements. Le dernier en date, le lotissement des Chalussons Nord, proposait 27 terrains à la vente.
Le tourisme est devenu un acteur important de l'économie locale, en témoigne l'explosion du nombre de résidences secondaires. Elles n'étaient qu'au nombre de 31 en 1968 soit 5,90 % des logements, on en dénombre 116 en 2018, soit 12,4 %. Yzeures est d'ailleurs l'une des communes d'Indre-et-Loire ayant un taux de résidences secondaires les plus élevés.
| Évolution des logements  | 1846 | 1851 | 1856 | 1861 | 1872 | 1876 | 1881 | 1886 | 1891 | 1896 | 1901 | 1906 | 1911 | 1921 | 1926 | 1931 |
| Ensemble des logements   | 424  | 419  | 420  | 433  | 463  | 445  | 443  | 473  | 484  | 472  | 481  | 485  | 495  | 481  | 543  | 535  |
| Nombre moyen d'occupants | 4,4  | 4,5  | 4,6  | 4,4  | 4    | 4,1  | 4    | 3,8  | 3,9  | 3,9  | 3,7  | 3,7  | 3,5  | 3,4  | 3    | 3    |

| Évolution des logements                           | 1968 | 1975 | 1982 | 1990 | 1999 | 2008 | 2013 | 2018 |
| Ensemble des logements                            | 525  | 627  | 721  | 844  | 819  | 867  | 923  | 929  |
| Résidences principales                            | 450  | 519  | 611  | 652  | 645  | 675  | 706  | 721  |
| Résidences secondaires                            | 31   | 61   | 46   | 170  | 139  | 144  | 111  | 116  |
| Logements vacants                                 | 44   | 47   | 64   | 22   | 35   | 47   | 106  | 92   |
| Nombre moyen d'occupants (résidences principales) | 3,5  | 3,3  | 3,0  | 2,6  | 2,3  | 2,2  | 1,9  | 1,9  |

Nombre de logements

 source INSEE 

### Risques majeurs
Le territoire de la commune d'Yzeures-sur-Creuse est vulnérable à différents aléas naturels : météorologiques (tempête, orage, neige, grand froid, canicule ou sécheresse), inondations et séisme (sismicité faible). Il est également exposé à un risque technologique, la rupture d'un barrage. Un site publié par le BRGM permet d'évaluer simplement et rapidement les risques d'un bien localisé soit par son adresse soit par le numéro de sa parcelle.

#### Risques naturels
Certaines parties du territoire communal sont susceptibles d’être affectées par le risque d’inondation par débordement de cours d'eau, notamment le Grand Vicq, la Gartempe et la Creuse. La commune a été reconnue en état de catastrophe naturelle au titre des dommages causés par les inondations et coulées de boue survenues en 1982, 1999 et 2008,.

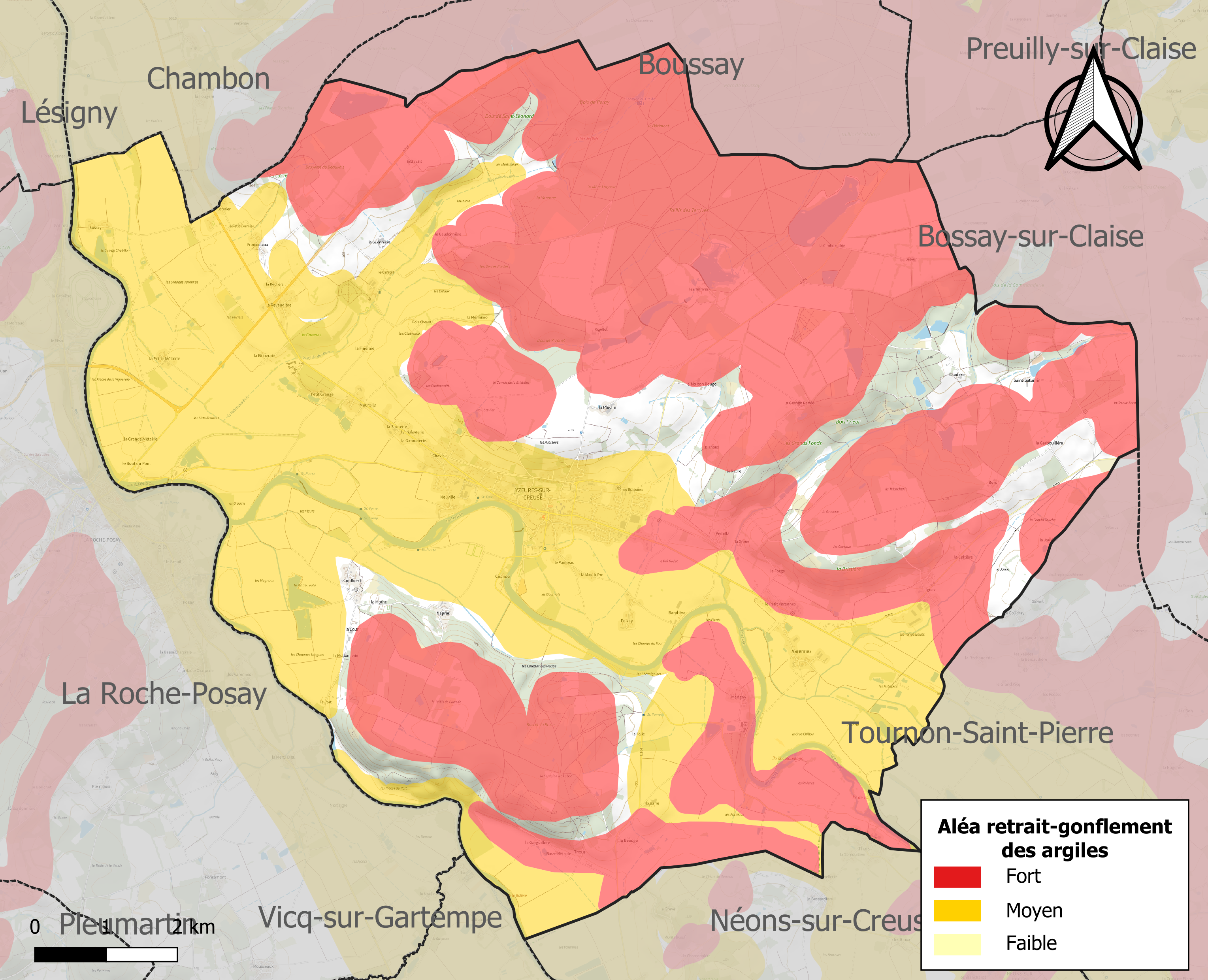
Carte des zones d'aléa retrait-gonflement des sols argileux d'Yzeures-sur-Creuse.

Le retrait-gonflement des sols argileux est susceptible d'engendrer des dommages importants aux bâtiments en cas d’alternance de périodes de sécheresse et de pluie. 87,6 % de la superficie communale est en aléa moyen ou fort (90,2 % au niveau départemental et 48,5 % au niveau national). Sur les 919 bâtiments dénombrés sur la commune en 2019, 858 sont en aléa moyen ou fort, soit 93 %, à comparer aux 91 % au niveau départemental et 54 % au niveau national. Une cartographie de l'exposition du territoire national au retrait gonflement des sols argileux est disponible sur le site du BRGM,.
Concernant les mouvements de terrains, la commune a été reconnue en état de catastrophe naturelle au titre des dommages causés par la sécheresse en 2018 et par des mouvements de terrain en 1999.

#### Risques technologiques
La commune est en outre située en aval du Barrage d'Éguzon, de classe A et faisant l'objet d'un PPI, mis en eau en 1926, d’une hauteur de 58 mètres et retenant un volume de 57,3 millions de mètres cubes. À ce titre elle est susceptible d’être touchée par l’onde de submersion consécutive à la rupture de cet ouvrage.

## Toponymie

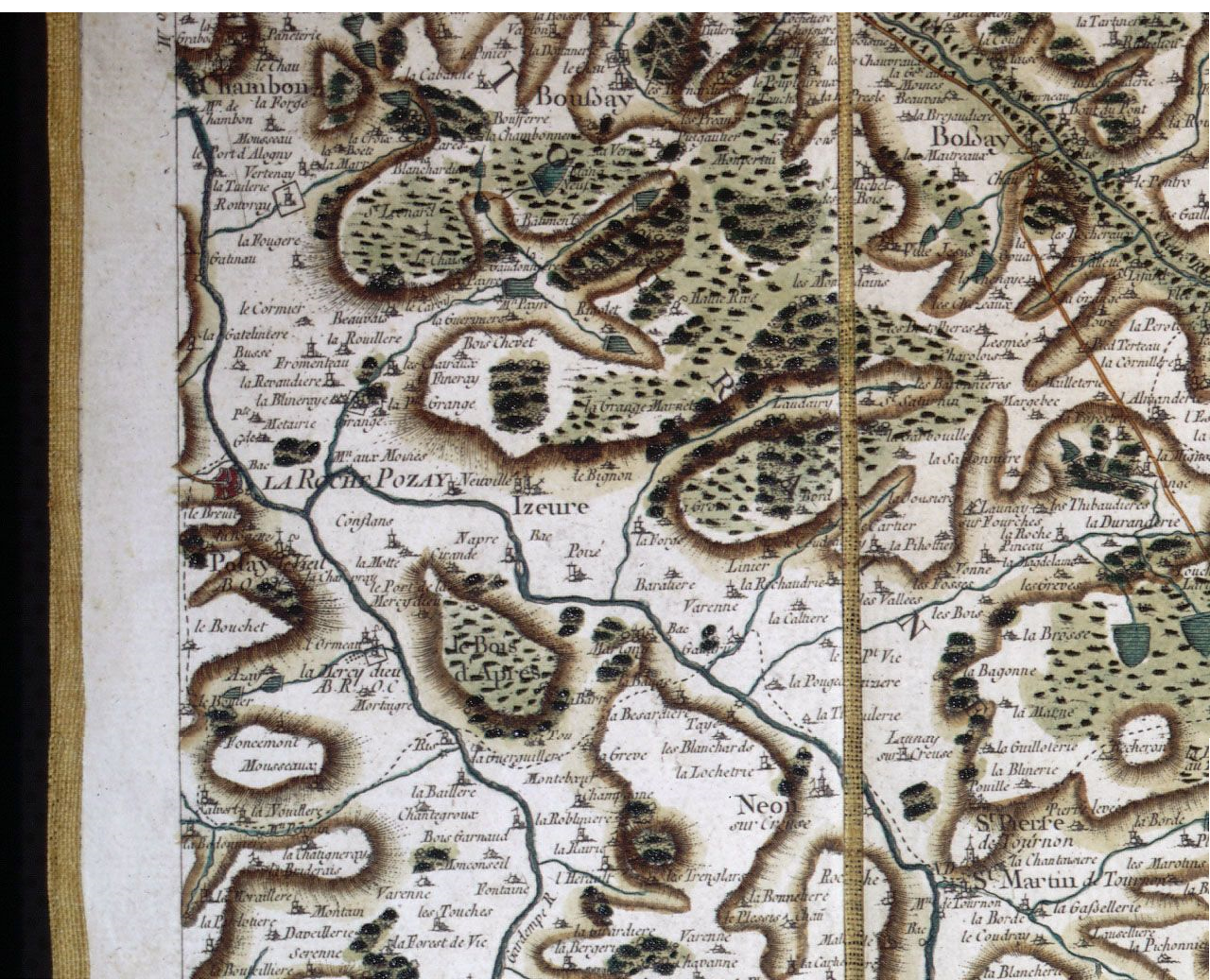
Yzeures sur la carte de Cassini vers 1768.

Le nom de la localité est attesté sous les formes Hicciodero au Ve siècle ; Iciodorum vicus / Pagus Iciodorensis vers 590 (Grégoire de Tours, Histoire des Francs, Liv. X, ch. 31) ; Ysorium au XVIIIe siècle ; Yzeure en 1490 (Archives Nationales-JJ 221, no 21, fol. 20 v°) ; Yzeures au XVIIIe siècle (Carte de Cassini). Elle devient Yzeures-sur-Creuse en 1926.
La forme du Ve siècle possède deux -c- et remonterait à *Iccio-durus tout comme Icciodurum « le marché d'Iccios », qui explique Issoire (Puy-de-Dôme), le nom de personne gaulois Iccios étant attesté.
Dans un ouvrage de 2021, Jacques Lacroix propose une autre hypothèse : Yzeures serait plutôt un ancien « bourg de la basse limite » en gaulois (*Īssioduro). On se situait jadis vers l'extrémité sud du territoire des Turons face aux Pictons.

## Histoire

### Les traces d'un peuplement préhistorique
Le territoire d'Yzeures a été colonisé par l'homme dès le Paléolithique supérieur soit plus de 10 000 ans av. J.-C. En effet, on y a découvert de nombreux silex taillés et divers matériels moustériens et néolithiques, sur différents sites dont ceux de La Pluche et du Bois d'Après. L'étude de 1957 de la station protomagdalénienne du Bois d'Apres révèle 149 grattoirs, 15 grattoirs-burins, 179 burins, 9 lamelles de burins, 223 lames et lamelles, 6 perçoirs, 3 raclettes… soit au total 774 pièces. La même année, une étude de la station proto-magdalénienne de La Plûche révèle la présence d'un campement de plein air. Les archéologues y ont récolté 279 burins, 22 lamelles coups de burins, 140 lames, 1 pointe, 4 perçoirs, 4 grattoirs… soit au total 523 pièces.
En 1952, l'archéologue P. Joannès découvre des fonds de cabanes et des foyers néolithiques à la "sablière du pont de chemin de fer". Des outils lithiques et des poteries y sont également exhumées. Cette sablière révèle également deux autres niveaux datant du paléolithique inférieur et supérieur. En 1954, près du hameau de Bussay (entre ce hameau et la creuse), a été découverte une hache-marteau d'une longueur de 120 mm et d'une largeur de 55 mm. Cette pièce a malheureusement disparu depuis 1954.
Non loin du confluent de la Creuse et de la Gartempe se dresse un dolmen au lieu-dit La Pierre Levée, dont les dimensions approximatives sont de 23 mètres de circonférence, sur 60 à 70 centimètres d'épaisseur. Ce dolmen est entouré d'une ceinture de pierres ou cromlech sur une étendue de 35 mètres.

### Antiquité
Yzeures possède de nombreux vestiges de l'époque gallo-romaine. Le musée Minerve expose une partie de ces vestiges dont ceux d'un temple gallo-romain dédié à Minerve et d'une colonne votive à Jupiter.

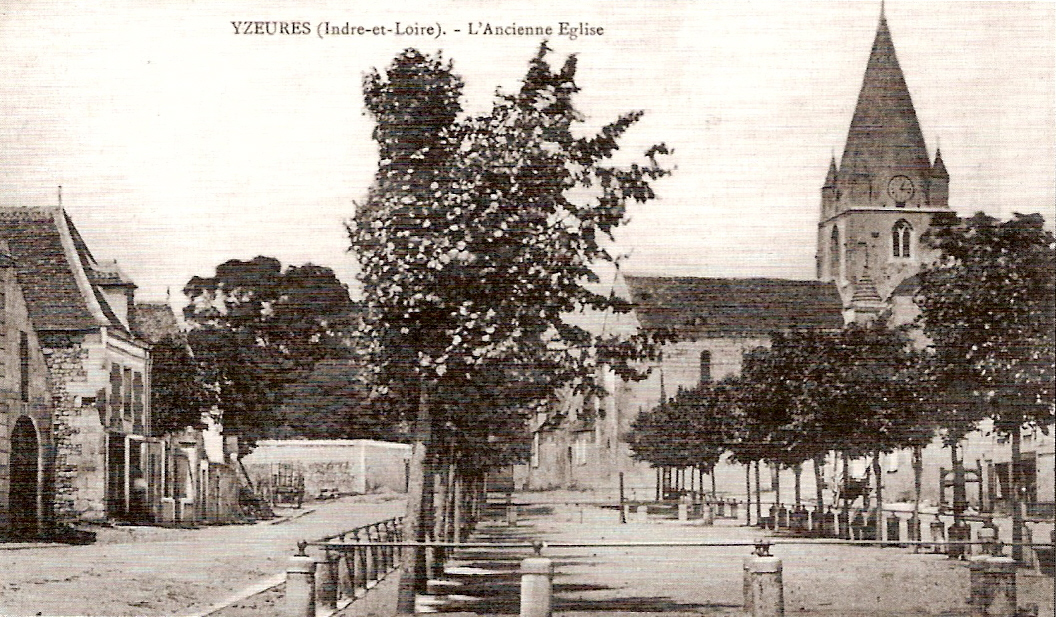
L'église médiévale du XIIe siècle détruite en 1895.

En effet, en 1895, l'ancienne église médiévale du XIIe siècle, devenue trop vétuste, est démolie pour laisser la place à un nouvel édifice. En creusant les fondations de la nouvelle église, sont mis au jour environ 80 blocs sculptés de grandes dimensions. Ils étaient disposés de façon à servir de fondations à un monument antérieur à l'église médiévale. Les fondations représentaient tout ce qui subsistait de l'église mérovingienne fondée par saint Eustoche au milieu du Ve siècle.
Des fouilles sont alors entreprises et mettent au jour quatre types de blocs formant trois monuments.
Tout d'abord, un pilier votif à Jupiter qui, s'il était reconstitué mesurerait plus de neuf mètres de haut. Ensuite, un grand édifice polygonal, probablement un temple. Enfin, un autel et une dédicace à Minerve d'une construction à caractère sacré, probablement le temple. Ces monuments auraient été construits à la fin du IIe siècle ou début du IIIe siècle après Jésus-Christ.
En 1964, les vestiges d'une villa gallo-romaine et de ses thermes sont découverts au lieu-dit La Guérinière. Cette Villa se composait d'une piscine et d'une salle rectangulaire terminée au Sud par deux hémicycles. La statuette d'un dieu (Mercure ou Cernunnos) assis sur un bouc couché, un serpent autour de la jambe droite est découverte lors de fouilles.
La présence de ces nombreux vestiges s'explique par l'existence d'une Voie romaine qui traversait le territoire d'Yzeures et dont on a découvert des traces. Elle venait d'Argenton-sur-Creuse et se rendait à Poitiers via Port-de-Piles, en suivant la Creuse, passant par Yzeures. Une seconde voie passait sur son territoire, elle venait d'Orléans et se rendait à La Roche-Posay. Cette voie arrivait de Boussay, passait par le hameau de Payré avant de rejoindre la première voie probablement au hameau de La Croix-Rouge.

### Moyen Âge
En dehors de la capitale Tours, il semble qu'Yzeures-sur-Creuse ait constitué l'un des grands centres cultuels de la civitas Turonorum, avec Amboise, Clion et Chanceaux-sur-Choisille. Au VIe siècle, Grégoire de Tours la mentionne comme vicus, « Iciodorum vicus », et non comme simple parochia. À cette époque, le terme pagus est également employé pour la désigner : « Pagus Iciodorensis ».
À l'époque Mérovingienne, entre 441 et 461, saint Eustoche évêque de Tours, fonde à Yzeures, une église qui était dotée de vitraux. Grégoire de Tours en parle en ces termes : « les fenêtres sont fermées par des verres inclus dans des châssis de bois qui font entrer à l'intérieur du sanctuaire une lumière éclatante ». Il précise qu'elle était célèbre par les miracles qui s'y opéraient. Cette église, mise sous le vocable de saint Maurice, fut fondée à l'emplacement du temple dédié à Minerve, se servant des éléments de l'édifice gallo-romain pour fondations.
La tradition rapporte l'histoire d'un voleur qui aurait volé les vitraux de cette église. Il essaya alors, pendant trois jours, de les faire cuire mais il ne put rien en tirer et les vendit. Un an après son vol, sa tête s'enfla et ses yeux se gonflèrent, et ce phénomène se reproduisit chaque année, le jour anniversaire de son vol.
Vers 460, saint Savin et son frère, saint Cyprien, pour fuir les païens Maximus et Lacidius qui les persécutaient car ils étaient chrétiens, fuient la Macédoine. Ils se réfugient en Gaule à Auxerre et évangélisent les peuples païens. Après avoir passé la Loire, ils arrivent à Yzeures au hameau de Confluent. Maximus averti de leur position envoya alors à Confluent, 200 soldats mais il échoua, et ne réussit pas à les capturer. La légende raconte qu'une barque apparue miraculeusement pour leur faire franchir la Gartempe et disparue aussitôt, ce qui leur permit de fuir.
En 581, le duc de Bérufle envahit Yzeures. C'était l'un des généraux de Chilpéric, roi de Soissons, qui l'envoya pour arrêter les incursions des habitants du Berry sur la Touraine. À cette époque, la Touraine faisait partie du Royaume de Neustrie alors que le Berry était du Royaume d'Aquitaine. Sur un territoire allant d'Yzeures à Barrou, Bérufle força le duc Reginalde, envoyé par Gontran, roi d'Orléans, pour envahir Tours, à se replier sur Poitiers. Durant cet épisode, Yzeures et Barrou furent pillés.
Preuve de son importance, Yzeures possédait aux VIe et VIIe siècles, des ateliers monétaires. En effet, c'était l'un des dix-huit lieux d'émission de la monnaie mérovingienne, le tiers de sou d'or, sur le territoire de Touraine. À partir des années 670, cette monnaie est remplacée par le denier d'argent.
Une nécropole mérovingienne a été découverte aux alentours de l'église et sur la place. On y a découvert des tombeaux orientés. Près de ces tombeaux ont été retrouvés une lime, un éperon de chevalier et des lacrymatoires qui renfermait encore une bulle d'eau. (Un lacrymatoire est un petit vase de terre cuite ou de verre, déposé dans la plupart des tombeaux, et qui, selon toute apparence, contenait les huiles odorantes).
Il semblerait également que le village ait possédé une léproserie ou maladrerie entre le VIe et le XVe siècle. On en comptait alors 56 sur le territoire turons et se situaient dans les villes et villages d'importance.
En 1415, le seigneur d'Yzeures meurt à la bataille d'Azincourt à laquelle il participait en tant que grand-maître des arbalétriers de France.
Jusqu'en 1604, une grande partie des terres de l'actuelle commune appartiennent aux Chasteignier de La Roche Posay. Elles seront vendues à Robert de Montbel lequel fera du château de Marigny sa demeure. Sa fille épousera le marquis de Moussy et sa petite-fille Paul d'Harambure le 19 octobre 1734. La famille d'Harambure est depuis restée en ces lieux apportant même son nom à un lieu-dit de la commune.

### La Révolution

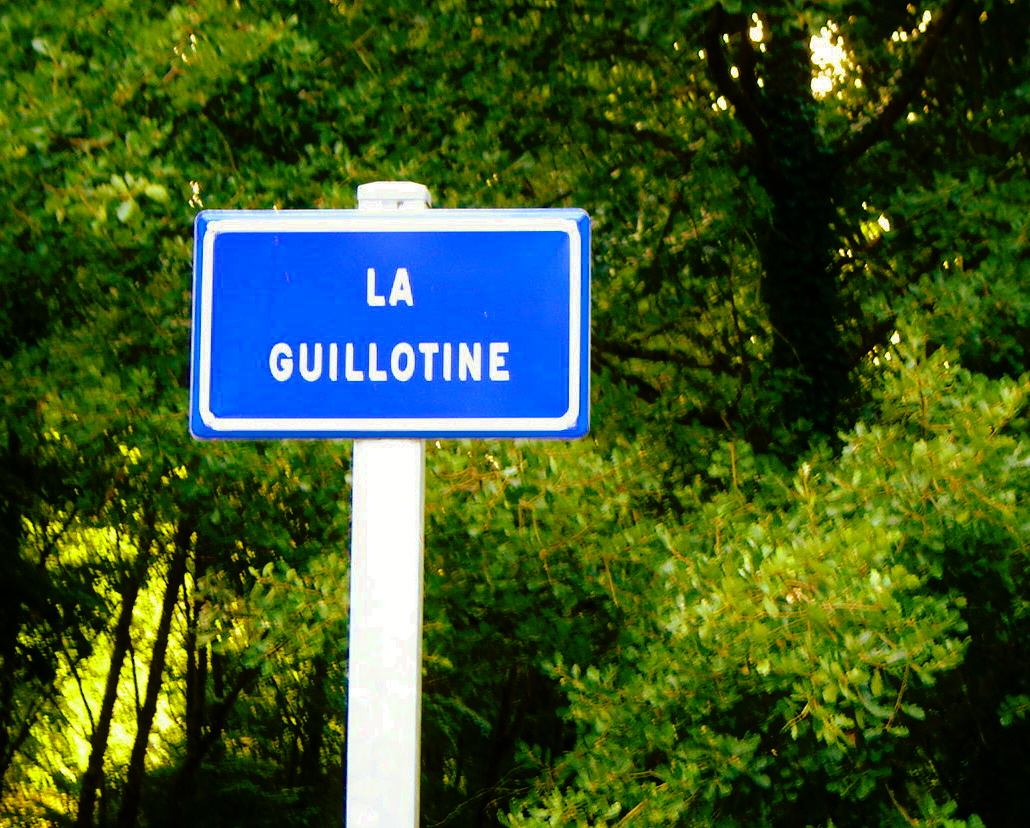
La Guillotine à Yzeures, au carrefour de la rue des Availlons et de la rue des Gâtefers, lieu au nom évocateur.

Le 1er mars 1789, le cahier de doléances de la paroisse d'Yzeures est rédigé. L'état de grande pauvreté de la population y est longuement décrit, la cause principale invoquée étant la mauvaise qualité de la terre. Il y est également mentionné que la paroisse ne dispose ni de commerces, ni de foires ou de marchés. Le 28 mars de cette même année, le frère du seigneur d'Yzeures, Louis-François-Alexandre d'Harambure est élu député de la noblesse de Touraine aux États généraux.
En 1790, l'assemblée constituante crée une nouvelle subdivision administrative en remplacement des anciennes provinces : le département. À leur tête sont établis des conseils départementaux, lesquels sont abolis par la loi du 14 frimaire an II (4 décembre 1793). Il faut attendre l'instauration du Consulat pour que soient créés à leur place les conseils généraux, institués par la loi du 28 pluviôse an VIII (17 février 1800).
Durant la Révolution, les tombeaux présents à l'intérieur de l'église sont détruits ; ils appartenaient aux seigneurs de Thais qui étaient les fondateurs et les patrons de l'ancienne église Notre-Dame. Les tombeaux des familles de Montbel et Périon sont également détruits.

### L'Empire
Louis-François-Alexandre d'Harambure (Preuilly-sur-Claise, 1742 - Tours, 1828), général, député de la noblesse du bailliage de Tours aux États généraux de 1789, destitué par la Convention en 1793, jugé par le tribunal révolutionnaire - et acquitté - devint président du conseil général d'Indre-et-Loire du 19 février au 3 juillet 1810, puis du 17 août 1811 au 5 mai 1812. En 1814, le château de Granges prit le nom d'Harambure (cf. plus bas).
Le 14 janvier 1814, un décret impérial supprime la commune de Saint-Michel-du-Bois, et la rattache à celle de Preuilly-sur-Claise. Certains hameaux de cette ancienne commune sont cependant attribués à d'autres localités. C'est le cas du hameau Bel Air qui se voit rattaché à Yzeures.

### DuXIXeà nos jours

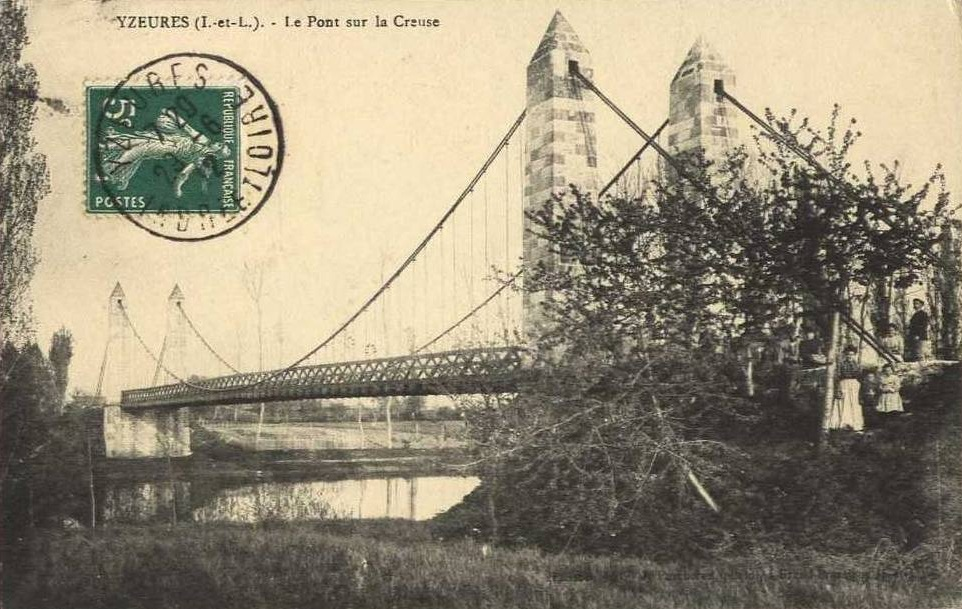
Le pont suspendu.

Un décret datant du 8 août 1853 autorise la construction d'un pont suspendu sur la Creuse à l'emplacement du pont actuel. La date effective de construction n'est pas connue mais l'on sait qu'il a été mis en service en 1855. Ce pont sera détruit en 1940 à la suite d'un bombardement. Pour permettre le passage d'une rive à l'autre de la Creuse, l'armée construisit une passerelle provisoire avec des bateaux amarrés les uns aux autres, qui était surnommée le Pont aux bateaux.
Le 1er février 1891 est inaugurée la ligne de chemin de fer reliant Châtellerault à Tournon-Saint-Martin, qui est exploitée par la compagnie Paris-Orléans. Cette ligne dessert alors la gare fraîchement construite d'Yzeures-sur-Creuse qui servait de gare de voyageur et de gare de marchandise. Cette ligne traversait la Creuse entre Yzeures et La Roche-Posay grâce à un viaduc comptant cinq arches. Le trafic voyageur ferma en 1939 et le trafic marchandise en 1972. La voie fut ensuite déferrée, les terrains et la gare furent vendus.
La commune, par une délibération du 8 novembre 1925, demande qu'à son nom soit ajouté la dénomination « sur Creuse » afin d'éviter les erreurs avec les autres communes de ce nom situées dans l'Allier et la Côte-d'Or. Cette demande est alors étudiée en 1926 par le conseil général d'Indre-et-Loire puis par le Conseil d'État. La nouvelle dénomination est alors effective cette même année, par le décret du 9 septembre 1926. À noter que l'archiviste du conseil général avait également proposé l’appellation « Yzeures sur Gartempe ».
Le 23 juin 1947, un décret modifie les limites d'Yzeures avec Tournon-Saint-Pierre. Deux hameaux jusqu'alors traversés par la frontière des deux communes, se retrouvent attribués entièrement à l'une de ces communes. Gaudru, pour sa partie bâtie dont le château, est attribué à Tournon et La Jousière est attribuée à Yzeures.

## Politique et administration

### Liste des maires
En 2020, la population prise en compte étant comprise entre 500 habitants et 1 499 habitants, le conseil municipal est composé de 15 membres. Le maire est assisté de 4 adjoints et d'un conseiller municipal délégué.

### Tendances et résultats politiques
Politiquement, Yzeures-sur-Creuse est ancrée à gauche, même si l'on constate depuis quelques années, une remontée de la droite qui établit un certain équilibre entre les deux forces politiques. En 2008, la commune comptant moins de 3500 habitants, l'élection des conseillers municipaux s'est déroulée au scrutin majoritaire plurinominal, avec panachage, à tour unique puisque l'ensemble du conseil municipal a été élu dès le 9 mars.
Élections présidentielles, résultats des deuxièmes tours :
- Élection présidentielle de 2002[74]: 86,88 % pour Jacques Chirac (RPR), 13,12 % pour Jean-Marie Le Pen (FN), 82,63 % de participation.
- Élection présidentielle de 2007[75]: 51,21 % pour Nicolas Sarkozy (UMP), 48,79 % pour Ségolène Royal (PS), 86,80 % de participation.

Le résultat de l'élection présidentielle de 2012 dans cette commune est le suivant :
| Candidat       | Candidat                    | Premier tour | Premier tour | Second tour | Second tour |
| Candidat       | Candidat                    | Voix         | %            | Voix        | %           |
| -------------- | --------------------------- | ------------ | ------------ | ----------- | ----------- |
|                | Eva Joly (EÉLV)             | 9            | 0,90         |             |             |
|                | Marine Le Pen (FN)          | 199          | 19,82        |             |             |
|                | Nicolas Sarkozy (UMP)       | 261          | 26,00        | 455         | 46,19       |
|                | Jean-Luc Mélenchon (FG)     | 78           | 7,77         |             |             |
|                | Philippe Poutou (NPA)       | 17           | 1,69         |             |             |
|                | Nathalie Arthaud (LO)       | 9            | 0,90         |             |             |
|                | Jacques Cheminade (SP)      | 1            | 0,10         |             |             |
|                | François Bayrou (MoDem)     | 96           | 9,56         |             |             |
|                | Nicolas Dupont-Aignan (DLR) | 24           | 2,39         |             |             |
|                | François Hollande (PS)      | 310          | 30,88        | 530         | 53,81       |
|                |                             |              |              |             |             |
| Inscrits       | Inscrits                    | 1182         | 100,00       | 1182        | 100,00      |
| Abstentions    | Abstentions                 | 151          | 12,77        | 150         | 12,69       |
| Votants        | Votants                     | 1031         | 87,23        | 1032        | 87,31       |
| Blancs et nuls | Blancs et nuls              | 27           | 2,62         | 47          | 4,55        |
| Exprimés       | Exprimés                    | 1004         | 97,38        | 985         | 95,45       |

Le résultat de l'élection présidentielle de 2017 dans cette commune est le suivant :
| Candidat    | Candidat                    | Premier tour | Premier tour | Deuxième tour | Deuxième tour |  |
| Candidat    | Candidat                    | %            | Voix         | %             | Voix          |  |
| ----------- | --------------------------- | ------------ | ------------ | ------------- | ------------- |  |
|             | Nicolas Dupont-Aignan (DLF) | 6,10         | 57           |               |               |  |
|             | Marine Le Pen (FN)          | 20,24        | 189          | 34,13         | 284           |  |
|             | Emmanuel Macron (EM)        | 28,37        | 265          | 65,87         | 548           |  |
|             | Benoît Hamon (PS)           | 5,57         | 52           |               |               |  |
|             | Nathalie Arthaud (LO)       | 0,86         | 8            |               |               |  |
|             | Philippe Poutou (NPA)       | 1,18         | 11           |               |               |  |
|             | Jacques Cheminade (SP)      | 0,21         | 2            |               |               |  |
|             | Jean Lassalle (RES)         | 0,75         | 7            |               |               |  |
|             | Jean-Luc Mélenchon (LFI)    | 14,78        | 138          |               |               |  |
|             | François Asselineau (UPR)   | 2,03         | 19           |               |               |  |
|             | François Fillon (LR)        | 19,91        | 186          |               |               |  |
|             |                             |              |              |               |               |  |
| Inscrits    | Inscrits                    | 1 179        | 100,00       | 1 179         | 100,00        |  |
| Abstentions | Abstentions                 | 216          | 18,32        | 222           | 18,83         |  |
| Votants     | Votants                     | 963          | 81,68        | 957           | 81,17         |  |
| Blancs      | Blancs                      | 20           | 2,08         | 90            | 9,40          |  |
| Nuls        | Nuls                        | 9            | 0,93         | 35            | 3,66          |  |
| Exprimés    | Exprimés                    | 934          | 96,99        | 832           | 86,94         |  |

Élections législatives, résultats des deuxièmes tours :
- Élections législatives de 2002[78]: 53,94 % pour Marisol Touraine (PS), 46,06 % pour Jean-Jacques Descamps (UMP), 70,54 % de participation.
- Élections législatives de 2007[79]: 51,24 % pour Marisol Touraine (PS), 48,76 % pour Jean-Jacques Descamps (UMP), 67,16 % de participation.

Élections européennes, résultats des deux meilleurs scores :
- Élections européennes de 2004[80]: 40,07 % pour Catherine Guy-Quint (PS), 23,91 % pour Brice Hortefeux (UMP), 51,62 % de participation.
- Élections européennes de 2009[81]: 30,00 % pour Jean-Pierre Audy (UMP), 28,04 % pour Henri Weber (PS), 44,71 % de participation.

Élections régionales, résultats des deux meilleurs scores :
- Élections régionales de 2004[82]: 55,79 % pour Michel Sapin (PS), 30,01 % pour Serge Vinçon (UMP), 71,12 % de participation.
- Élections régionales de 2010[83]: 59,41 % pour François Bonneau (PS), 32,25 % pour Hervé Novelli (UMP), 58,50 % de participation.

Élections cantonales, résultats des deuxièmes tours :
- Élections cantonales de 2001[84]: 70,87 % pour Yves Maveyraud (PS), 15,40 % pour André Marjeault (PC), 75,71 % de participation. (Résultats au niveau cantonal)
- Élections cantonales de 2008[85]: 56,94 % pour Gilles Bertucelli (DVD), 43,06 % pour Yves Maveyraud (PS), 61,76 % de participation.

Élections municipales, résultats des deuxièmes tours :
- Élections municipales de 2001 : données manquantes.
- Élections municipales de 2008[86]: Élus au 1er tour, 69,74 % de participation; 727 voix pour Michel Brault, 696 pour Jacky Périvier, 691 pour Alain Chartier, 683 pour Laurent Deletang, 683 pour Régis Galland, 677 pour Jacqueline Enard, 668 pour Dominique Guillot, 664 pour Jean-Paul Chaulet, 628 pour Bernadette Chevalier, 608 pour Sylvie Retailleau, 599 pour Pierre Georget, 594 pour Monique Rotureau, 559 pour Yannick Bachelier, 558 pour Michel Berton et 554 pour Patrick Bastard.

Élections référendaires :
- Référendum de 2000 relatif au quinquennat présidentiel[87]: 72,60 % pour le Oui, 27,40 % pour le Non, 34,05 % de participation.
- Référendum de 2005 relatif au traité établissant une Constitution pour l'Europe[88]: 58,69 % pour le Non, 41,31 % pour le Oui, 74,20 % de participation.

### Intercommunalité
Yzeures faisait partie, jusqu'au 31 décembre 2016, de la Communauté de communes de la Touraine du Sud qui regroupait 21 communes situées dans la pointe sud de la Touraine entre le Poitou et le Berry. Créée le 14 décembre 2000, elle comprenait 15 624 habitants en 2007 pour une superficie de 639,39 km2, soit une densité de 24 habitants au km2. Depuis le 1er janvier 2017, elle est intégrée à la nouvelle communauté de communes Loches Sud Touraine.

### Fiscalité
| Taxe                                                | Taux appliqué (part communale) | Recettes dégagées en € |
| --------------------------------------------------- | ------------------------------ | ---------------------- |
| Taxe d'habitation (TH)                              | 9,00 %                         | 144 000                |
| Taxe foncière sur les propriétés bâties (TFPB)      | 14,40 %                        | 184 000                |
| Taxe foncière sur les propriétés non bâties (TFPNB) | 30,93 %                        | 54 000                 |
| Taxe professionnelle (TP)                           | 0,00 %                         | 0                      |

Ces taux ont été reconduits pour l'année 2020. Le taux de la taxe professionnelle est de 0 car elle est totalement transférée à l'intercommunalité. En 2009, son taux était de 13,02 % mais avant la création de la communauté de communes, cette taxe était de 11,52 %.
La taxe professionnelle est désormais remplacée depuis 2010 par la cotisation foncière des entreprises (CFE) portant sur la valeur locative des biens immobiliers et par la contribution sur la valeur ajoutée des entreprises (CVAE) (les deux formant la contribution économique territoriale (CET) qui est un impôt local instauré par la loi de finances pour 2010).
Cette fiscalité est inférieure à la moyenne départementale pour les communes de population équivalente (communes de 500 à 2 000 habitants). Ces taux sont en moyenne de 12,40 %, 15,41 % et 43,64 %.
La municipalité a réussi à maintenir ces taux depuis de nombreuses années, ils étaient déjà appliqués en 1994.

### Budget de la commune
En 2019, le budget de la commune s'élevait à 1 208 000 € et son endettement à 730 000 €.
Les variations du montant du budget communal proviennent essentiellement de celles des investissements car la partie fonctionnement du budget est relativement stable. Les recettes de fonctionnement par habitant sont supérieures à la moyenne des communes de sa catégorie mais les charges de fonctionnement le sont également. L'endettement par habitant de 511 € en 2019 reste bien inférieur à la moyenne des communes de sa catégorie.
| Évolution de l'endettement (en milliers d’€) : | Évolution des dépenses d’équipement (en milliers d’€) : |

Le tableau ci-dessous présente l'évolution de la capacité d'autofinancement, un des indicateurs des finances locales d'Yzeures, sur une période de dix ans :
|                      | 2009 | 2010 | 2011 | 2012 | 2013 | 2014 | 2015 | 2016 | 2017 | 2018 | 2019 |
| -------------------- | ---- | ---- | ---- | ---- | ---- | ---- | ---- | ---- | ---- | ---- | ---- |
| Yzeures              | 202  | 207  | 260  | 228  | 102  | 124  | 218  | 142  | 282  | 151  | -118 |
| Moyenne de la strate | 147  | 150  | 168  | 168  | 156  | 149  | 149  | 147  | 153  | 156  | 164  |

| ■ CAF d'Yzeures ■ CAF moyenne de la strate |

Depuis 2011, la capacité d'autofinancement de la commune, toujours positive, se révèle, pour chaque exercice, inférieure à celle de la moyenne des communes comparables. Le fonds de roulement, positif, évolue autour de la moyenne de la strate sur la période considérée.

### Jumelages
Yzeures-sur-Creuse n'a pas développé d'associations de jumelage.

## Population et société

### Démographie

#### Évolution démographique
De la Révolution jusqu'au milieu du XIXe siècle, la commune va connaître une expansion démographique, gagnant en une soixante d'année, 640 habitants. Mais vers 1850, le phénomène s'inverse. La population va alors commencer à chuter doucement passant de 1 938 habitants en 1856, à 1 445 en 1954, soit une baisse de 493 habitants sur un siècle.
Durant la période du baby-boom et jusqu'au milieu des années 1980, la commune va connaître une forte expansion démographique, gagnant 375 habitants sur 28 ans.
Entre 1990 et 1999, la population diminue fortement, s'effondrant de 15 % soit une perte de 270 habitants en seulement 9 ans. Sur cette même période, le solde naturel chutait de 0,2 %, et le solde migratoire de 1,7 %, par an. Ainsi, cette baisse de population s'explique par un faible taux de natalité, de seulement 8,6 ‰, mais surtout par le départ de nombreux habitants. En effet, sur cette période plusieurs grosses entreprises de la commune et des environs ont fermé, obligeant de nombreuses personnes à partir pour retrouver du travail.
Entre 1999 et 2006, la population s'est stabilisée avec une baisse de seulement 10 habitants (0,7 %) en 7 ans soit une baisse annuelle de seulement 0,1 %. Sur cette période, le solde naturel chutait de 0,4 %, alors que le solde migratoire augmentait de 0,3 %, par an. Dans le même temps, le nombre de ménages a progressé de 4,2 %, passant de 647 à 674 soit 27 de plus.
Depuis sa création, la population de la commune a progressé de 11,45 %, alors que dans le même temps, celle du canton de Preuilly-sur-Claise a diminué de 65,87 %. Aujourd'hui, elle est la commune la plus peuplée du canton mais en 1793, elle n'était que la troisième. Son maximum de la population a été atteint en 1856 avec 1 938 habitants.

L'évolution du nombre d'habitants est connue à travers les recensements de la population effectués dans la commune depuis 1793. Pour les communes de moins de 10 000 habitants, une enquête de recensement portant sur toute la population est réalisée tous les cinq ans, les populations de référence des années intermédiaires étant quant à elles estimées par interpolation ou extrapolation. Pour la commune, le premier recensement exhaustif entrant dans le cadre du nouveau dispositif a été réalisé en 2007.

En 2022, la commune comptait 1 345 habitants, en évolution de −4 % par rapport à 2016 (Indre-et-Loire : +1,67 %, France hors Mayotte : +2,11 %).
| 1793  | 1800  | 1806  | 1821  | 1831  | 1836  | 1841  | 1846  | 1851  |
| ----- | ----- | ----- | ----- | ----- | ----- | ----- | ----- | ----- |
| 1 298 | 1 286 | 1 347 | 1 389 | 1 690 | 1 774 | 1 828 | 1 880 | 1 874 |

| 1856  | 1861  | 1866  | 1872  | 1876  | 1881  | 1886  | 1891  | 1896  |
| ----- | ----- | ----- | ----- | ----- | ----- | ----- | ----- | ----- |
| 1 938 | 1 908 | 1 903 | 1 855 | 1 837 | 1 792 | 1 823 | 1 874 | 1 843 |

| 1901  | 1906  | 1911  | 1921  | 1926  | 1931  | 1936  | 1946  | 1954  |
| ----- | ----- | ----- | ----- | ----- | ----- | ----- | ----- | ----- |
| 1 793 | 1 777 | 1 728 | 1 625 | 1 653 | 1 607 | 1 520 | 1 527 | 1 445 |

| 1962  | 1968  | 1975  | 1982  | 1990  | 1999  | 2006  | 2007  | 2012  |
| ----- | ----- | ----- | ----- | ----- | ----- | ----- | ----- | ----- |
| 1 529 | 1 588 | 1 737 | 1 820 | 1 747 | 1 476 | 1 467 | 1 463 | 1 436 |

| 2017  | 2022  | - | - | - | - | - | - | - |
| ----- | ----- | - | - | - | - | - | - | - |
| 1 380 | 1 345 | - | - | - | - | - | - | - |

#### Pyramide des âges
La population de la commune est relativement âgée.
En 2018, le taux de personnes d'un âge inférieur à 30 ans s'élève à 23,4 %, soit en dessous de la moyenne départementale (34,9 %). À l'inverse, le taux de personnes d'âge supérieur à 60 ans est de 41,9 % la même année, alors qu'il est de 27,8 % au niveau départemental.
En 2018, la commune comptait 644 hommes pour 726 femmes, soit un taux de 52,99 % de femmes, légèrement supérieur au taux départemental (51,91 %).
Les pyramides des âges de la commune et du département s'établissent comme suit.
| Hommes | Classe d’âge | Femmes |
| ------ | ------------ | ------ |
| 0,8    | 90 ou +      | 1,5    |
| 12,5   | 75-89 ans    | 16,5   |
| 25,8   | 60-74 ans    | 26,4   |
| 22,1   | 45-59 ans    | 20,6   |
| 14,0   | 30-44 ans    | 12,7   |
| 11,9   | 15-29 ans    | 10,7   |
| 13,0   | 0-14 ans     | 11,4   |

| Hommes | Classe d’âge | Femmes |
| ------ | ------------ | ------ |
| 0,9    | 90 ou +      | 2,2    |
| 7,9    | 75-89 ans    | 10,2   |
| 17,3   | 60-74 ans    | 18,1   |
| 19,8   | 45-59 ans    | 19,1   |
| 17,9   | 30-44 ans    | 17,2   |
| 18,5   | 15-29 ans    | 17,5   |
| 17,6   | 0-14 ans     | 15,6   |

### Enseignement
Yzeures-sur-Creuse est réuni en RPI (Regroupement Pédagogique Intercommunal) depuis 2019 avec l'école de Preuilly-sur-Claise. La répartitionn des élèves se fait comme suit : les maternelles sont accueillis dans leur école de village, les élèves du cycle 2 (du CP au CE2) vont à l'école d'Yzeures-sur-Creuse et les élèves du cycle 3 (CM1/CM2) à celle de Preuilly-sur-Claise pour créer un lien avec le collège situé dans le même village. Les transports d'élèves sont assurés par un car régional, gratuitement.
Le village possède également une cantine et les enfants demeurant dans les hameaux bénéficient d'un service de ramassage par car. Une garderie périscolaire municipale accueille les enfants avant et après les cours.
La commune relève de l'académie de Orléans-Tours. Les écoles du village sont gérées par l’inspection générale de l'inspection départementale de l’Éducation nationale de Tours. La commune est sectorisée sur le collège Gaston Deferre de Preuilly-sur-Claise situé à 10 km à l'Est et le lycée général Thérèse Planiol à Loches, situé à environ 45 km au Nord-Est.

### Santé
Selon le zonage de l'Agence régionale de santé de la Région Centre, Yzeures fait partie du Territoire de santé d'Indre-et-Loire et est la commune centre d'un bassin de vie. Le bassin de vie d'Yzeures-sur-Creuse regroupe également les communes de Bossay-sur-Claise, Boussay, Chambon, Charnizay, Chaumussay, Preuilly-sur-Claise.
L'offre de soins sur la commune est complète : médecin généraliste, pharmacie, kinésithérapeute, hypnothérapeute, orthoptiste, opticien, podologue, orthophoniste, psychologue et sage-femme. Les dentistes sont à Preuilly-sur-Claise et La Roche-Posay.
Les hôpitaux et les cliniques sont à Châtellerault et à Le Blanc.
Pour les animaux, la commune dispose d'une clinique vétérinaire.

### Sécurité
La commune dépend de la brigade de gendarmerie de Preuilly sur Claise.
Elle dispose d'un Centre d'Incendie et de Secours qui compte 22 pompiers volontaires et qui effectue en moyenne 119 interventions par an.
Le territoire communal est soumis à des risques élevés d'inondations et d'incendies de forêts.
Yzeures a connu plusieurs grands incendies, comme en 1995 avec 70 hectares de forêt détruits ou en juin 2004, avec la destruction de 30 hectares.

### Services publics
Le centre-bourg accueille la mairie, les bureaux d'une ADMR qui couvre les communes d'Yzeures et de Tournon Saint Pierre et une agence postale communale.
Le village dispose d'une médiathèque et de deux musées.

### Sports
Côté équipements, le village possède le stade de Lancesseur consacré au football et utilisé par l'Union Sportive Yzeures-Preuilly. Les aficionados du sport peuvent également profiter de deux courts de tennis, d'un parcours de santé, de terrains de pétanque, d'un terrain de beach-volley et de la piscine Jacques Martin (héros local de la Résistance), tous ces équipements sont installés sur le Parc de la Baignade. La salle du Foyer Culturel accueille les cours de danse et de gymnastique, l'école primaire dispose d'un terrain de basket-ball et d'un plateau sportif servant pour l'EPS.
Côté événements, une course cycliste est organisée par le vélo club blancois, chaque année lors de la foire de septembre. Le club de football local quant à lui, met en place un tournoi nocturne en mai et un tournoi de jeunes (U11 et U13) en juin. Enfin, dans le domaine de la randonnée, Les Galoches Yzeuroises organisent plusieurs manifestations tout au long de l'année.

### Cultes
Yzeures dispose d'un seul lieu de culte (culte catholique) : l'église Notre-Dame. Elle fait partie de la paroisse du Pays de Preuilly qui relève du doyenné de Loches et du diocèse de Tours.

### Médias
La commune reçoit la TNT ainsi que les chaînes de télévision locales France 3 Paris Île-de-France Centre ou France 3 Limousin Poitou-Charentes, selon l'orientation de son récepteur. Le quotidien La Nouvelle République relate les informations locales dans son édition Indre et Loire (Touraine Est) ainsi que l'hebdomadaire La Renaissance lochoise. De même, deux fois l'an, la municipalité édite un Bulletin Municipal. Le journal gratuit d'annonces Les 3 D y possède ses bureaux.

### Vie Associative
La commune leur consacre le 14 juillet, avec une journée inter-associations où les différentes associations du village organisent de nombreuses animations ponctuées le soir par un feu d'artifice.

## Économie
Le tableau ci-dessous détaille le nombre d'entreprises implantées à Yzeures selon leur secteur d'activité et le nombre de leurs salariés :
|                                                              | Total | %    | 0 salarié | 1 à 9 salariés | 10 à 19 salariés | 20 à 49 salariés | 50 salariés ou plus |
| ------------------------------------------------------------ | ----- | ---- | --------- | -------------- | ---------------- | ---------------- | ------------------- |
| Ensemble                                                     | 125   | 100  | 82        | 35             | 6                | 1                | 1                   |
| Agriculture, sylviculture et pêche                           | 25    | 20   | 18        | 7              | 0                | 0                | 0                   |
| Industrie                                                    | 7     | 5,6  | 4         | 3              | 0                | 0                | 0                   |
| Construction                                                 | 16    | 12,8 | 8         | 5              | 3                | 0                | 0                   |
| Commerce, transports, services divers                        | 70    | 56   | 49        | 18             | 1                | 1                | 1                   |
| dont commerce et réparation automobile                       | 23    | 18,4 | 12        | 8              | 1                | 1                | 1                   |
| Administration publique, enseignement, santé, action sociale | 7     | 5,6  | 3         | 2              | 2                | 0                | 0                   |
| Champ : ensemble des activités.                              |       |      |           |                |                  |                  |                     |

Sur les 125 établissements implantés à Yzeures en 2015, 82 ne font appel à aucun salarié, 35 comptent 1 à 9 salariés, 6 emploient entre 10 et 19 personnes, un emploie entre 20 et 49 personnes et le dernier a un effectif supérieur 50 employés.
En 2016, quatre entreprises ont été créées à Yzeures, une dans le secteur de l'industrie, une dans le secteur du commerce, une dans le secteur des services aux entreprises et une dans le secteur des services aux particuliers.

### Agriculture
Le tableau ci-dessous présente les principales caractéristiques des exploitations agricoles d'Yzeures-sur-Creuse, observées sur une période de 22 ans :
|                                            | 1988  | 2000  | 2010  |
| ------------------------------------------ | ----- | ----- | ----- |
| Nombre d’exploitations                     | 66    | 57    | 37    |
| Équivalent Unité de travail annuel         | 96    | 67    | 46    |
| Surface Agricole Utile (SAU) (ha)          | 2 964 | 3 179 | 2 837 |
| Cheptel (nombre de têtes)                  | 1994  | 2209  | 1812  |
| Terres labourables (ha)                    | 2 351 | 2 799 | 2 399 |
| Superficie moyenne d’une exploitation (ha) | 44,9  | 55,8  | 76,7  |

La commune possède de grandes surfaces cultivées, avec une superficie agricole utilisée représentant 2 837 ha en 2010, soit 51,2 % de la surface communale totale. Toutefois, même si l'agriculture est une activité économique importante en milieu rural, ce n'est pourtant pas la plus grande pourvoyeuse d'emplois pour la commune. En témoigne le nombre d'exploitations qui a diminué de moitié sur une période de 22 ans.
En 2010, on comptait 37 exploitations agricoles sur le territoire de la commune, en 1988, elles étaient 66. La SAU (surface agricole utile) moyenne était de 94,1 ha, surfaces en augmentation par rapport à celles de 1988, 46,8 ha.
Concernant la culture, 23 exploitations cumulaient 2 645 ha de terres labourables, dont 1 275 pour les céréales.
Pour l'élevage, en 2010, 11 exploitations comptaient 1 643 bovins, 10 possédaient 1 643 vaches et 4 élevaient 670 chèvres
.
Dans le secteur de l'agriculture, Yzeures présente une particularité, elle est en zone protégée pour la production de maïs semences. Seules trois zones existent en Indre-et-Loire ; celle d'Yzeures a été créée le 5 septembre 1985. Cette zone est la plus importante du département et comprend les communes d'Yzeures-sur-Creuse, de Chambon et de Tournon-Saint-Pierre. Elle compte 8 producteurs sur 283 ha, ce qui permet à la commune de voir passer de nombreux travailleurs saisonniers sur la période des mois de juillet et d'août.

### Construction
Le secteur de la construction est le troisième pourvoyeur d'emplois pour la commune avec près de 13 % des emplois du territoire en 2015. La commune possède de nombreuses entreprises du bâtiment qui depuis la Seconde Guerre mondiale se sont beaucoup développées avant d'entamer une phase de déclin dans les années 1990. En effet, à la fin des années 1990, la commune a vu disparaître le principal employeur, l'entreprise Dallay. Cette entreprise compta plus de 220 salariés en 1975. Cependant cette disparition a favorisé l'installation de plusieurs artisans, beaucoup étant d'anciens salariés.

### Commerces, Services et Tourisme
Le secteur tertiaire occupait 56 % des emplois du territoire en 2015. Les services, le tourisme et surtout le commerce, sont actuellement des secteurs en plein développement. La commune tire bénéfice de la proximité de la station thermale de La Roche-Posay et donc de ses curistes mais aussi du développement du tourisme vert profitant du label de station verte. Elle possède de nombreux gîtes, un hôtel***, quatre restaurants et un camping de 70 places. Le village est équipé de tous les commerces de proximité et même davantage. On y trouve de nombreux commerces et boutiques, boulangeries, boucherie, coiffeurs, banques, bureau de tabac, pharmacie, fleuriste, agence immobilière, garages auto, centre de contrôle technique auto…
Le commerce est présent principalement sur deux secteurs du village, le centre bourg mais surtout sur la zone artisanale et commerciale Les Chalussons. Le dynamisme de cette zone est une véritable locomotive pour le développement dans ces deux secteurs, elle draine à elle seule une centaine d'emplois. La création du supermarché Intermarché date de 1985, suivit quelques années plus tard par une enseigne de bricolage devenue depuis Bricomarché. Le site se développe alors doucement et c'est au milieu des années 2000, que s'opère une restructuration complète du site, l'Intermarché en étant l'instigateur. La commune dispose désormais d'un véritable pôle commercial avec de nombreuses boutiques, plusieurs moyennes surfaces et deux grandes surfaces de plus 2 500 m2 (un hypermarché et un magasin de bricolage). Dès lors plusieurs artisans sont venus se greffer à cette zone.
L'activité commerciale et des services compense la disparition de l'industrie textile, Yzeures a compté plusieurs usines de couture dans les années 1980 et 90, et dans une moindre mesure le déclin du secteur du bâtiment.

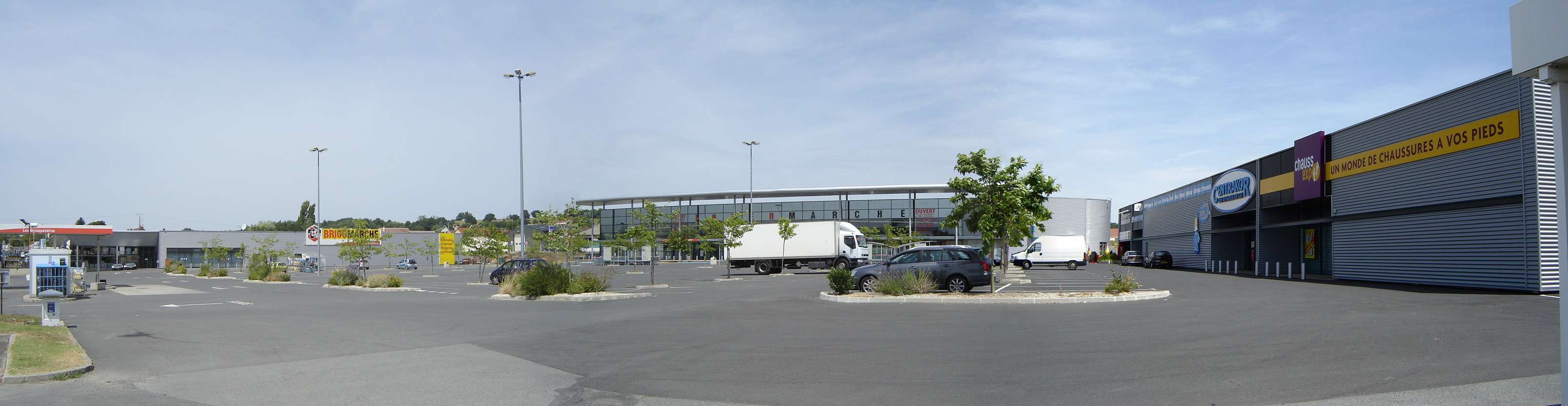
La zone commerciale Les Chalussons.

### Artisanat et industrie
Face aux succès de la zone commerciale des Chalussons et aux nombreuses demandes d'entrepreneurs, la Communauté de communes Loches Sud Touraine a décidé de créer une zone d'activité, composée de onze terrains, baptisée "Portes Sud-Touraine", à une centaine de mètres de la zone commerciale. Les travaux de viabilisation sont terminés et les terrains sont vendus au prix de 7 € HT le m2. S'y installent rapidement une entreprise de matériel agricole et une clinique vétérinaire.
L'artisanat et l'industrie sont également présents sur l'ancien site des établissements Dallay où plusieurs entreprises se sont installées.

### Revenus de la population et fiscalité
En 2015, le revenu fiscal médian par ménage était de 18 012 €. En 2015, le revenu disponible par ménage était de 18 441 € dans la commune contre une moyenne de 20 561 € au niveau départemental.

### Emploi
Les deux tableaux ci-dessous présentent les chiffres-clés de l'emploi à Yzeures et leur évolution sur les six dernières années, :
|                               | 2009 | 2014 | Évolution |
| ----------------------------- | ---- | ---- | --------- |
| Population de 15 à 64 ans     | 853  | 814  | - 4,6 %   |
| Actifs (en %)                 | 69,5 | 72,5 | + 4,1 %   |
| dont :                        |      |      |           |
| Actifs ayant un emploi (en %) | 63,9 | 65,2 | + 2,0 %   |
| Chômeurs (en %)               | 5,9  | 5,4  | -8,5 %    |

Selon les résultats du recensement de 2012*4, la population active (15-64 ans) de la commune comptait 814 personnes, dont 72,5 % étaient actifs, ce taux était de 71,8 % au niveau départemental. Les 15-64 ans comptaient 7,3 % chômeurs, 65,2 % ayant un emploi et 27,5 % d'inactifs. Les inactifs se répartissaient de la façon suivante : les retraités ou préretraités représentaient 14,1 % de la population active, les scolarisés 5,4 %, les autres inactifs 8 %.
En 2014, le taux de chômage (au sens du recensement) parmi les actifs de la commune était de 10,1 %, en augmentation par rapport à 2009 (8,1 %).
|                                      | 2009 | 2014 | Évolution |
| ------------------------------------ | ---- | ---- | --------- |
| Nombre d'emplois dans la zone        | 390  | 393  | + 0,2 %   |
| Indicateur de concentration d'emploi | 71,3 | 73,1 | + 1,9 %   |

Cette même année, 37,7 % des actifs occupés travaillaient et vivaient à Yzeures. Le reste se déplaçant hors de la commune pour travailler se répartissait de la façon suivante, 17,9 % travaillaient dans le département de résidence, 10,1 % dans un autre département de la région de résidence et 34,1 % dans une autre région en France métropolitaine. Cette répartition s'explique par le fait que la commune est située au carrefour de trois départements et des régions Centre-Val de Loire et Poitou-Charentes. 87,2 % des ménages ont au moins une voiture dont 39,7 % ont deux voitures ou plus.

### Activités
En 2015, sur les 393 emplois de la zone, 278 étaient des emplois salariés et 115 des emplois non-salariés.
Malgré sa situation très rural, le secteur de l'agriculture ne représente que 3 % de l'emploi salarié. Comme partout en France, le secteur du commerce et des services voit sa part s’envoler en atteignant les 60 %. En enfin, on remarque que les emplois salariés dans l'industrie ne représente que 2,3 %, alors que la construction atteint tout de même les 20,9 % ce qui n'est pas étonnant compte tenu des liens historiques qu'à eu Yzeures avec ce secteur.
|                                                              | 2015 | %    |
| ------------------------------------------------------------ | ---- | ---- |
| Ensemble                                                     | 258  | 100  |
| Agriculture, sylviculture et pêche                           | 8    | 3,1  |
| Industrie                                                    | 6    | 2,3  |
| Construction                                                 | 54   | 20,9 |
| Commerce, transports, services divers                        | 154  | 59,7 |
| Administration publique, enseignement, santé, action sociale | 36   | 14   |

## Culture locale et patrimoine

### Équipements culturels

#### Musée Minerve

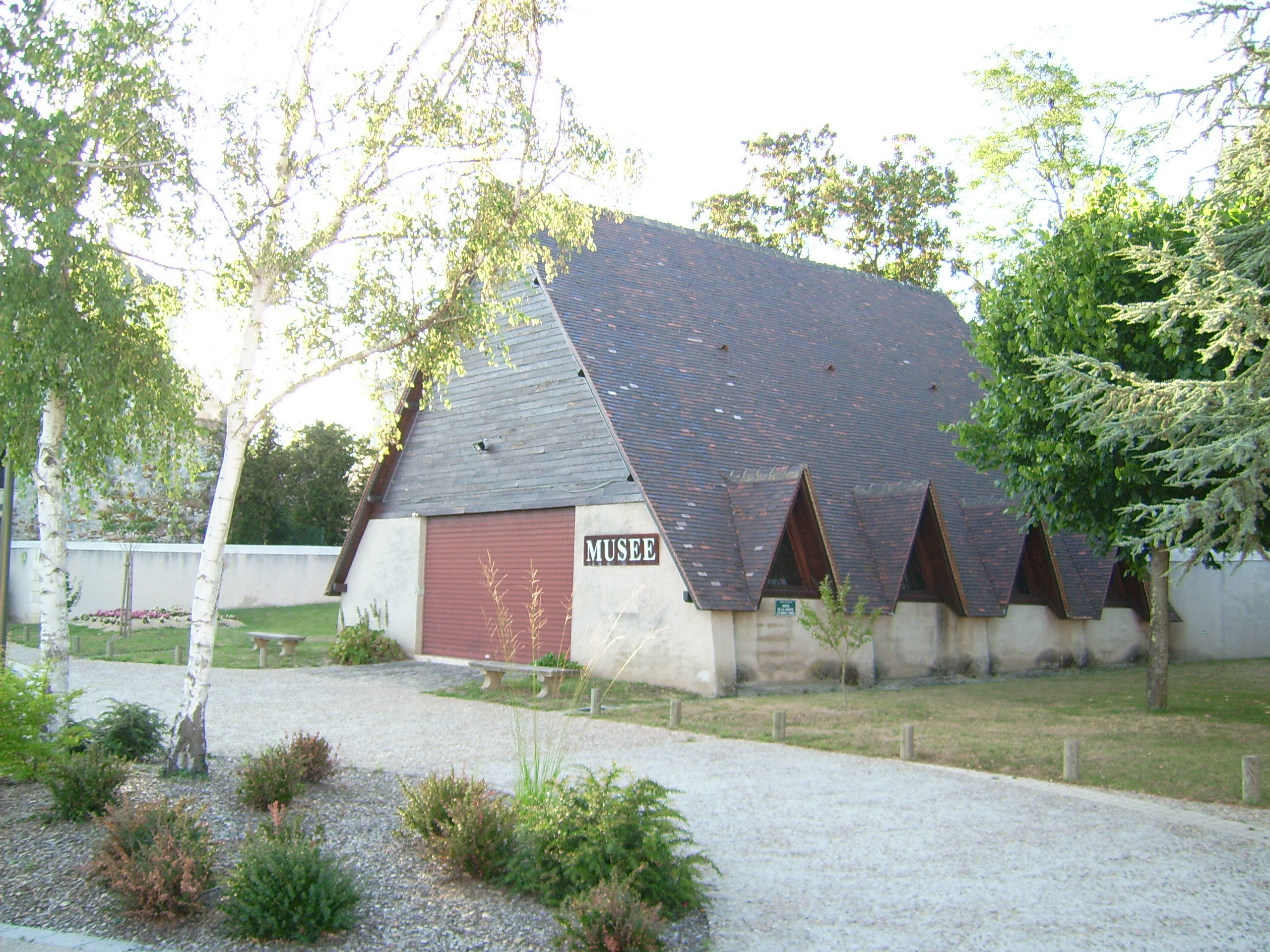
Musée Minerve.

Ce musée présente de nombreux vestiges gallo-romains dont ceux d'un pilier votif à Jupiter et d'un temple dédié à Minerve. Ces vestiges sont classés monuments historiques au titre d'objet depuis le 29 septembre 1896. Il fut inauguré le 14 mai 1972 et réhabilité en 2000. Il arbore le label Musée de France. Il accueille régulièrement des expositions temporaires.

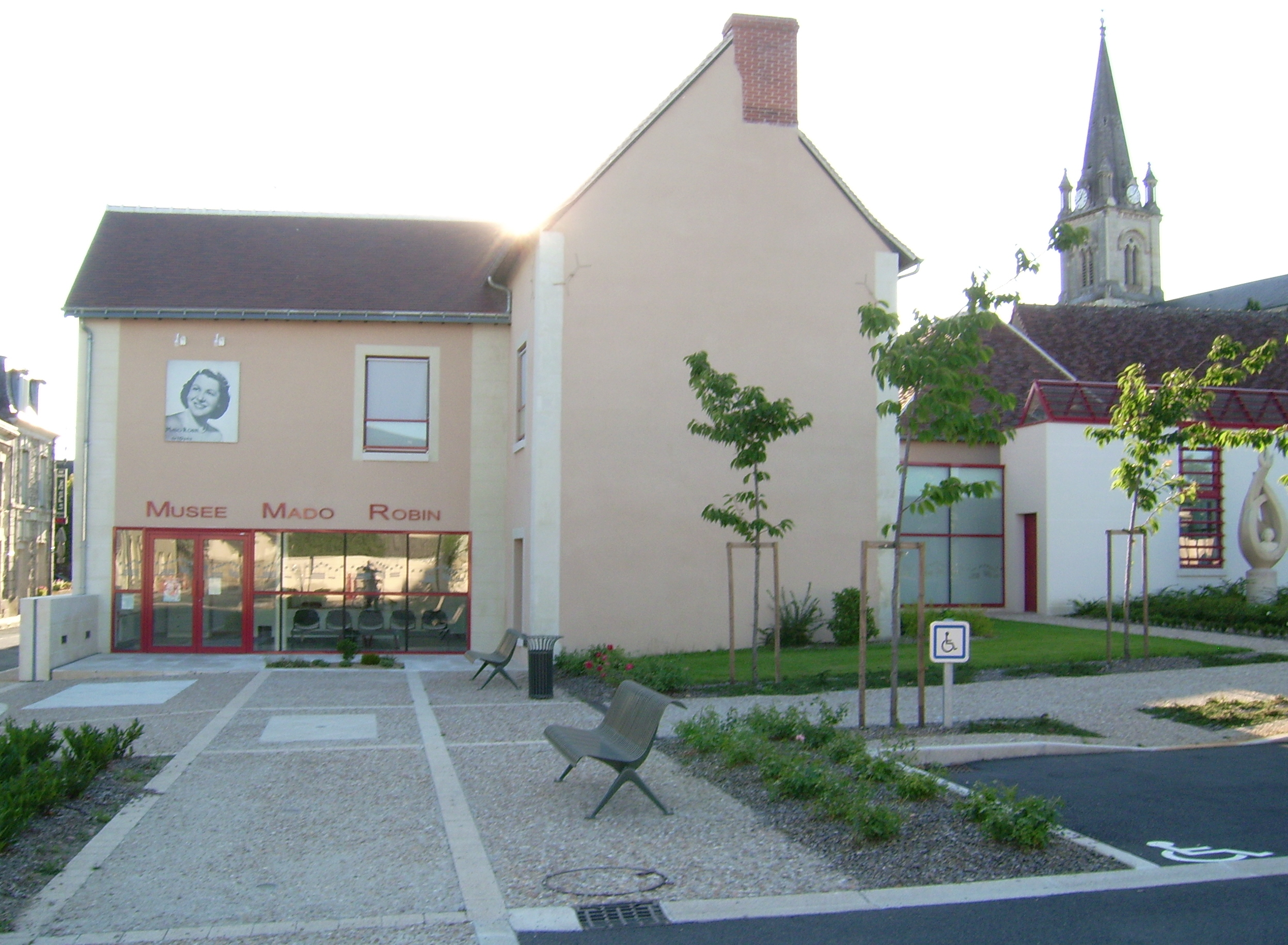
Musée Mado Robin.

#### Musée Mado-Robin
Ce musée expose les souvenirs de la cantatrice, née dans le village. On peut y voir des photos, des affiches et des documents audiovisuels, mais aussi ses costumes de scènes présentés dans des décors reconstitués de ses plus grands rôles. Il a été inauguré le 21 décembre 2008, auparavant une partie de ces souvenirs étaient exposés au second étage du centre social où la loge de Mado Robin était reconstituée.

#### Médiathèque municipale
La commune d'Yzeures-sur-Creuse dispose d'une  médiathèque municipale, qui fait partie du réseau de la Direction Départementales de Bibliothèques et de la Lecture d'Indre-et-Loire. Elle a pris possession de ses nouveaux locaux le 6 septembre 2008, sur plus de 200 m2.
Ses horaires d'ouverture sont : mardi : 14 h - 18 h ; mercredi : 14 h - 18 h ; jeudi : 10 h - 12 h ; vendredi : 14 h - 18 h ; samedi : 10 h - 12 h.

### Événements culturels
- Yzeures'n'Flore[122], tous au jardin. Fête des fleurs, fin avril.
- Fête de la Musique fin juin.
- Yzeures'n'rock[123], festival de rock sur le site de la Baignade. En 2012, la 7e édition de cet événement a eu lieu les 3 et 4 août et a accueilli plus de dix groupes dont Archimède, Mani et Julian Perretta.

### Lieux et monuments

#### Monuments pré-médiévaux

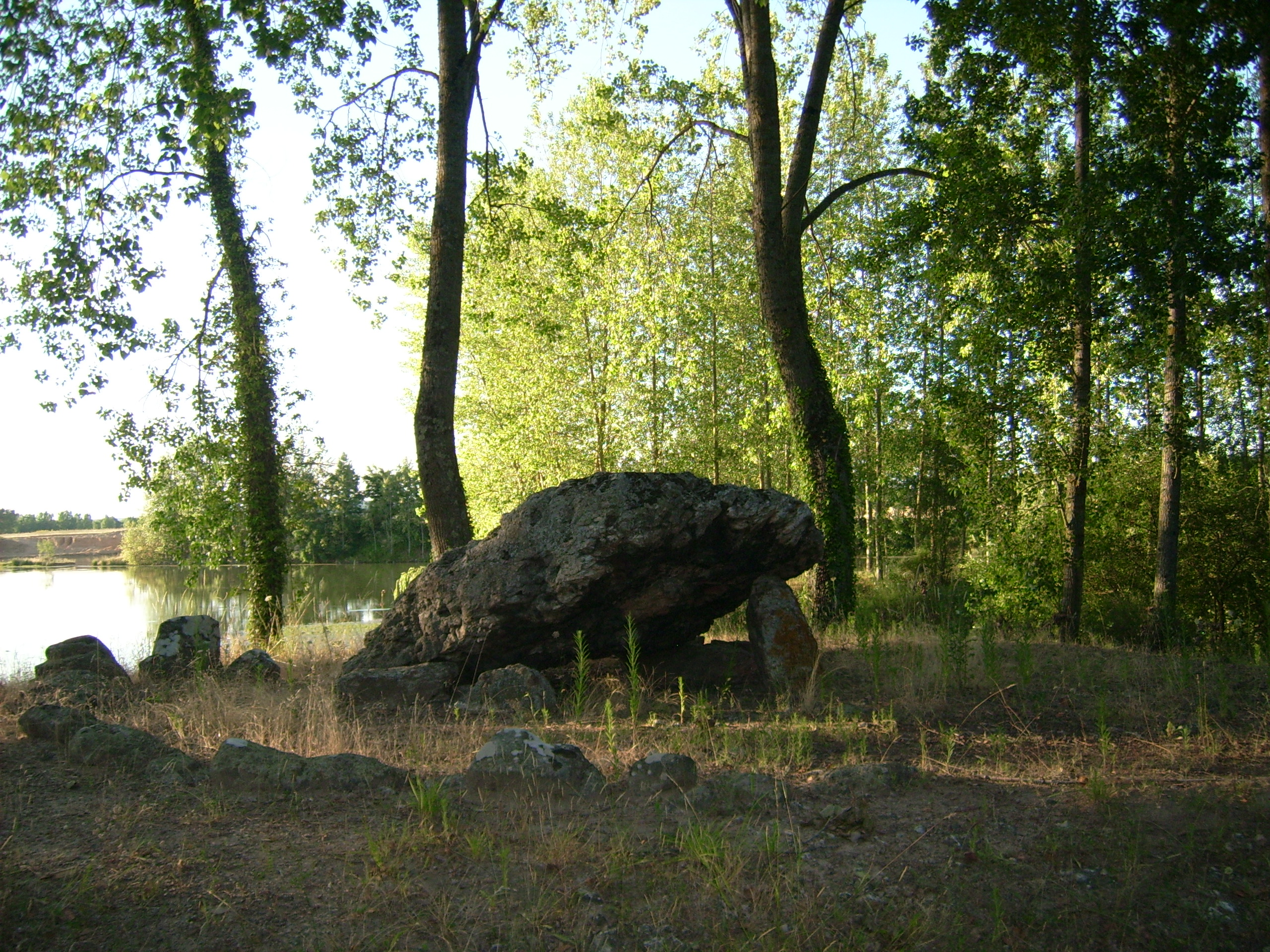
Le Dolmen de la Pierre Levée.

##### Bifacesacheuléens
De nombreux silex taillés et divers matériels moustériens et néolithiques, ont été découverts sur différents sites dont ceux de La Pluche, du Bois d'Après, près de Bussay et dans une ballastière près de la Revaudière.

##### Dolmen de la Pierre-Levée
Ce dolmen se situe près du confluent de la Creuse et de la Gartempe au lieu-dit la Pierre Levée. Ses dimensions approximatives sont de 23 mètres de circonférence, sur 60 à 70 centimètres d'épaisseur. Il est entouré d'une ceinture de pierres ou cromlech sur une étendue de 35 mètres.

##### Vestiges gallo-romains

###### Balnéaire gallo-romain
Substructions d'un balnéaire gallo-romain : une villa fut découverte au lieu-dit la Guérinière en novembre 1964.

##### Statuette du dieu au bouc et au serpent cornu
Le 8 décembre 1964, sur le site du balnéaire gallo-romain, a été découverte une statuette d'un dieu assis sur un bouc qui est classée monument historique au titre d'objet depuis le 8 septembre 1965. Elle mesure 32 centimètres de haut et représente un personnage masculin vêtu d'une tunique courte, les jambes croisées et assis sur un bouc lui-même accroupi et tourné à droite. Un serpent à tête de bélier est enroulé sur une jambe du dieu. La tête et les deux avant-bras du personnage sont manquants. Cette statuette a été déposée au musée archéologique de Tours.

##### Lepilier votif à Jupiteret le temple dédié à Minerve
Les vestiges du pilier votif à Jupiter et du temple dédié à Minerve présentés dans le musée Minerve sont classés monument historique au titre d'objets depuis le 29 septembre 1896.

##### La nécropole mérovingienne
Cette nécropole fut découverte autour de l'église.

#### Patrimoine civil
Le territoire communal compte de nombreux châteaux, manoirs, villas, maisons bourgeoises et autre patrimoine bâti. Certains ont disparu comme la forteresse de Rigollet, la tuilerie de Poizay ou le château de Thais.

##### Manoir de GrangesXVIesiècle
Ce manoir fait l'objet d'une inscription au titre des monuments historiques depuis le 8 août 1962. Il est situé au lieu-dit Le Petit Granges. Le manoir de Granges a été construit à la fin du XVIe siècle ou au milieu du XVe siècle, à la place d'une ancienne forteresse. Il est composé d'un corps de logis principal sur deux étages et flanqué à ses angles Sud et au milieu de sa façade Nord de tours carrées plus hautes d'un étage. Aux abords du manoir, on note la présence de deux tours cylindriques en ruines qui sont des vestiges du château primitif. L'une d'elles a été reconvertie en pigeonnier.

##### Manoir de ThouXVIesiècle
Ce manoir fait l'objet d'une inscription au titre des monuments historiques depuis le 7 octobre 2003. Il fut reconstruit partiellement à partir de 1580 à cause de son mauvais état puis transformé en exploitation agricole. De nos jours, en plus du logis principal, on aperçoit encore sa chapelle et son colombier surmonté par un lanternon datant du XVe siècle. Il conserve également des tours polygonales et une tour carrée à meurtrières. En 1175, il est appelé Locus de Tout dans une charte de l’abbaye de la Merci-Dieu. Au XVe siècle, il appartenait à la famille du Plessis dont le Cardinal de Richelieu est issu.

##### Manoir de Mado RobinXVIIesiècle
Situé au cœur du village, ce manoir est construit au XVIIe siècle, puis remanié aux XVIIIe et XIXe siècles. Des écuries et des communs forment un L autour d'une première cour qui donne sur un jardin clos de mur. Mado Robin, célèbre cantatrice de l'Opéra de Paris et de l'Opéra Comique, naît dans cette maison le 29 décembre 1918. Elle passe aussi sa jeunesse au château des Vallées à Tournon-Saint-Pierre, près d'Yzeures-sur-Creuse. Son tombeau est offert par la Scala de Milan.

##### TuilerieXIXesiècle
Elle fait l'objet d'une inscription à l'inventaire général des monuments historiques depuis 1996. Elle fut construite en 1883 au lieu-dit Les Carrières devenu aujourd'hui Avenue de la Gare. Elle a été en activité jusqu'en 1910. Elle s'étendait sur 1 648 m2 dont 500 m2 bâtis, et comprenait une halle de 23 x 10 m, la maison du tuilier de 26 x 6 m et un four qui fut détruit dans les années 1970. Auparavant, cette activité s'accomplissait dans la tuilerie du hameau de Poizay.

##### Château d'HarambureXVIIIeetXIXesiècles
Il était appelé château de Granges mais par ordonnance royale de 1814 ce nom fut remplacé par celui d’Harambure, nom d'une famille originaire de Basse-Navarre, citée dès  1227 à Saint-Jean-Pied-de-Port (64) et fixée en Touraine au XVIe siècle, de religion protestante (éteinte en ligne directe en 1793). Le château a été construit au XVIIe siècle. Situé dans la partie Nord-Ouest du parc, il se compose d'un bâtiment rectangulaire flanqué de pavillons. Sur son parc, on trouve également une ancienne métairie et à son entrée Nord, une conciergerie.

##### Château de Pairé ou PéréXVesiècle

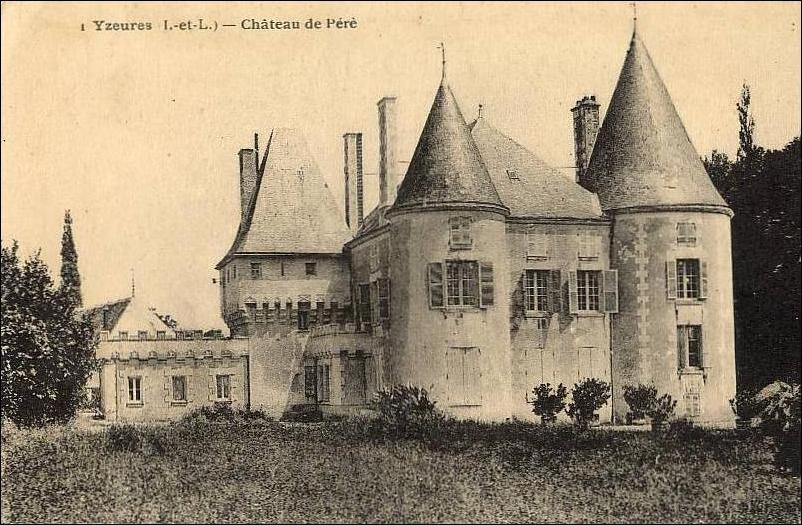
Ancienne carte postale du château de Pairé, façade sud.

Il se situe non loin de ceux d'Harambure et de Granges, il se dresse au milieu d'un grand parc traversé par un ruisseau. La partie la plus ancienne est un donjon massif accolé au corps de logis rectangulaire à deux étages plus moderne, dans sa partie nord-ouest. La façade sud du corps de logis est flanquée de deux tours cylindriques avec toitures coniques. Son parc renferme un pigeonnier circulaire. En 1281, il appartenait à une dame nommée Alis, épouse en secondes noces du baron de Preuilly.

##### Château de MarignyXVIIesiècle
Ce château, construit en tuffeau, s'élève sur deux étages sur le bord de la rive gauche de la Creuse, la dominant de plus de seize mètres. Il possède une aile à l'Ouest plus récente, couverte d'une toiture à la Mansart remplaçant un bâtiment qui était devenu trop vétuste. Une tour d'angles cylindrique au Sud-Ouest, renfermant le pigeonnier, est tout ce qu'il reste de l'ancienne forteresse. En 1364, il appartenait au seigneur de Thai (hameau d'Yzeures). Plusieurs tours de l'ancienne forteresse étaient ruinées en 1740. La chapelle a disparu après la Révolution.

##### Manoir de GaudruXVeetXVIesiècles
Il était la propriété de la famille Le Souffleur de 1400 à 1786, et appartenait en 1789 à Stéphanopoli de Comnène, descendant des empereurs de Constantinople et de Trébizonde.

##### Château de La MotteXIXesiècle
C'est un ancien prieuré situé sur la butte de confluence, mentionné en 1651 époque où son propriétaire est un certain René du Croisic. Il servait de demeure au prieur d'Yzeures. En 1777, une chapelle fut édifiée mais elle fut plus tard profondément modifiée pour servir d'écurie. Vers 1925 la propriété fut acquise par Paul Haviland, qui y créa et exploita lui-même un vignoble.

##### La villa RaoulXIXesiècle

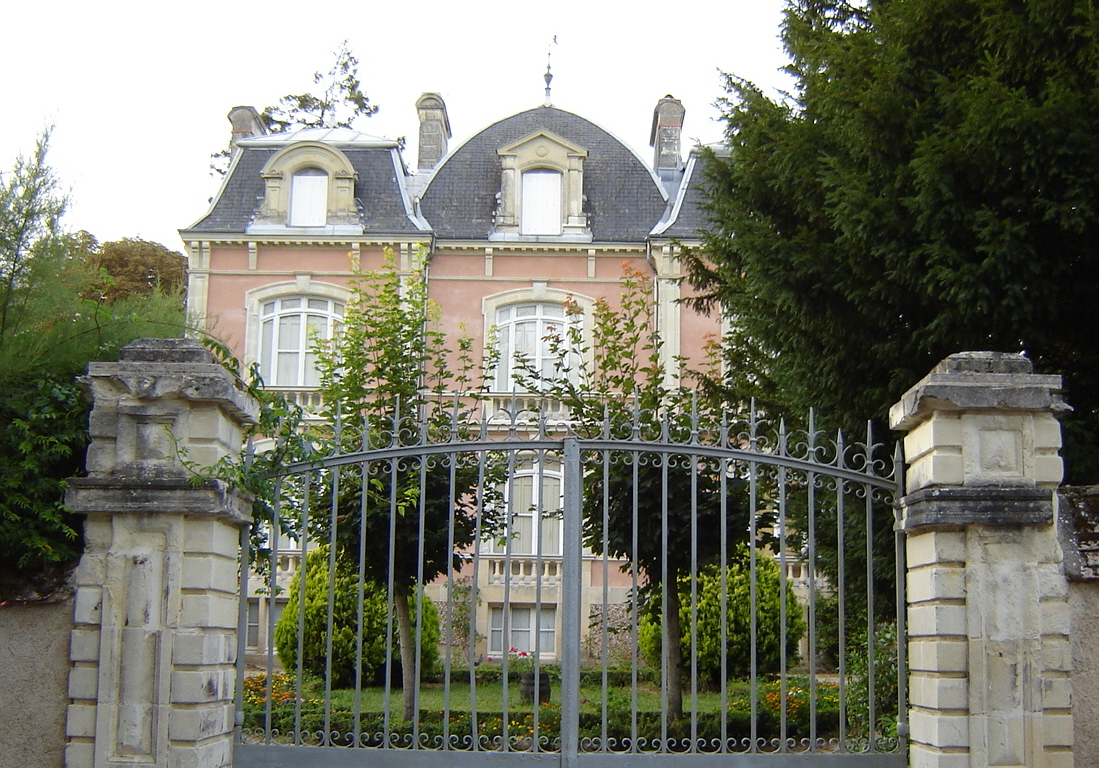
La villa Raoul.

Cette villa fut construite au milieu du XIXe siècle par la dame d'honneur de l'Impératrice Eugénie, Madame de La Poëze d'Harambure. Elle se dresse sur deux étages au milieu d'un grand parc d'environ un hectare et demi.

##### La villa GabrielXIXesiècle
Elle a été bâtie à la même époque que la villa Raoul qui lui fait face de l'autre côté de la rue de l'abbé Huberdeau. Elle se dresse également sur deux étages au milieu d'un grand parc de plus d'un hectare. Elle possède des écuries où l'on peut apercevoir au milieu de leurs façades une grande tête de cheval. Elle appartint à la famille d'Harambure

##### L'éolienne BolléeXIXesiècle
Cette éolienne de type Bollée datant de 1893 est dans le parc d'une maison bourgeoise du hameau de Laireau. Elle fait partie du modèle no 1 avec un diamètre de rotor de 2,5 m et 18 pales; une autre se situait dans le bourg près du moulin, mais n'est plus visible.

#### Patrimoine religieux

##### Église Notre-Dame
De style néo-romano-byzantin, elle fut construite à la fin du XIXe siècle, à partir de 1895 en remplacement d'une église datant du XIIe siècle, elle-même construite à l'emplacement d'une église mérovingienne bâtie entre 441 et 461. L'église mérovingienne avait été bâtie sur les ruines d'un temple gallo-romain, d'où d'importants vestiges.

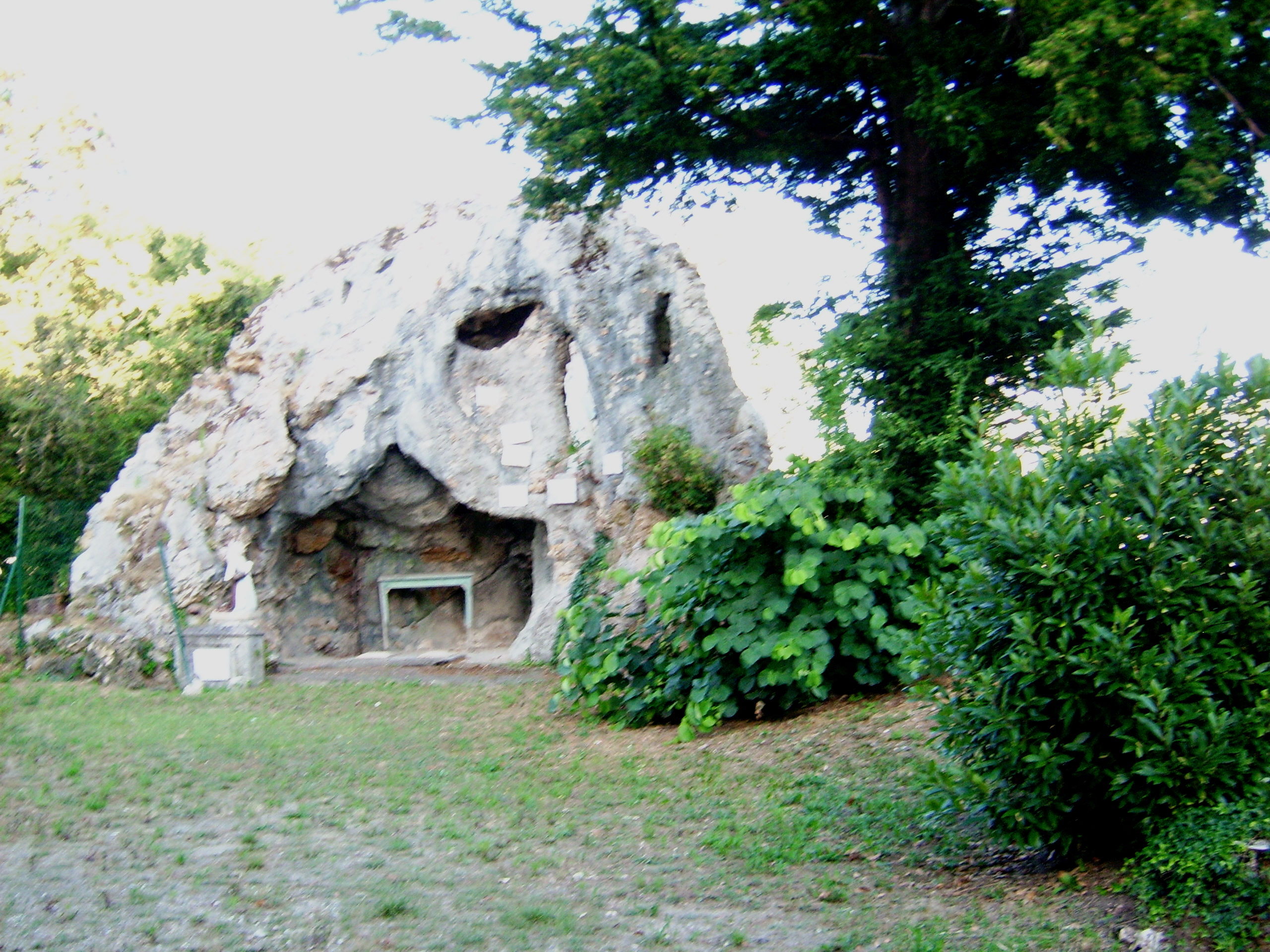
La Grotte.

La consécration de l'église et la bénédiction des cloches eurent lieu le 5 août 1903. Le mur nord de la nef est un vestige de l'ancien édifice du XIIe siècle. On note la présence, à l'intérieur de l'église, d'un bas-relief représentant la Cène datant du XVe siècle.

##### La Grotte
Cette grotte inspirée de la grotte de Lourdes, se situe à l'arrière de l'église dans la cour de l'ancien presbytère. Elle fut construite à la fin du XIXe siècle et sa bénédiction eut lieu le 1er mai 1887.

##### Prieuré d'Hauterives
De l'ordre de Grandmont en Limousin, on y voit encore les restes de l'église datant du XVe siècle. Les bâtiments claustraux datent du XIIIe siècle et appartiennent au style roman de transition. On en trouve trace en 1208 sur les chartes d'Eschivard de Preuilly où il est dénommé Altae Ripae. Il avait été fondé au XIIe siècle, l’église fut reconstruite vers 1450 à la place d'un édifice du XIe siècle.

##### Calvaires

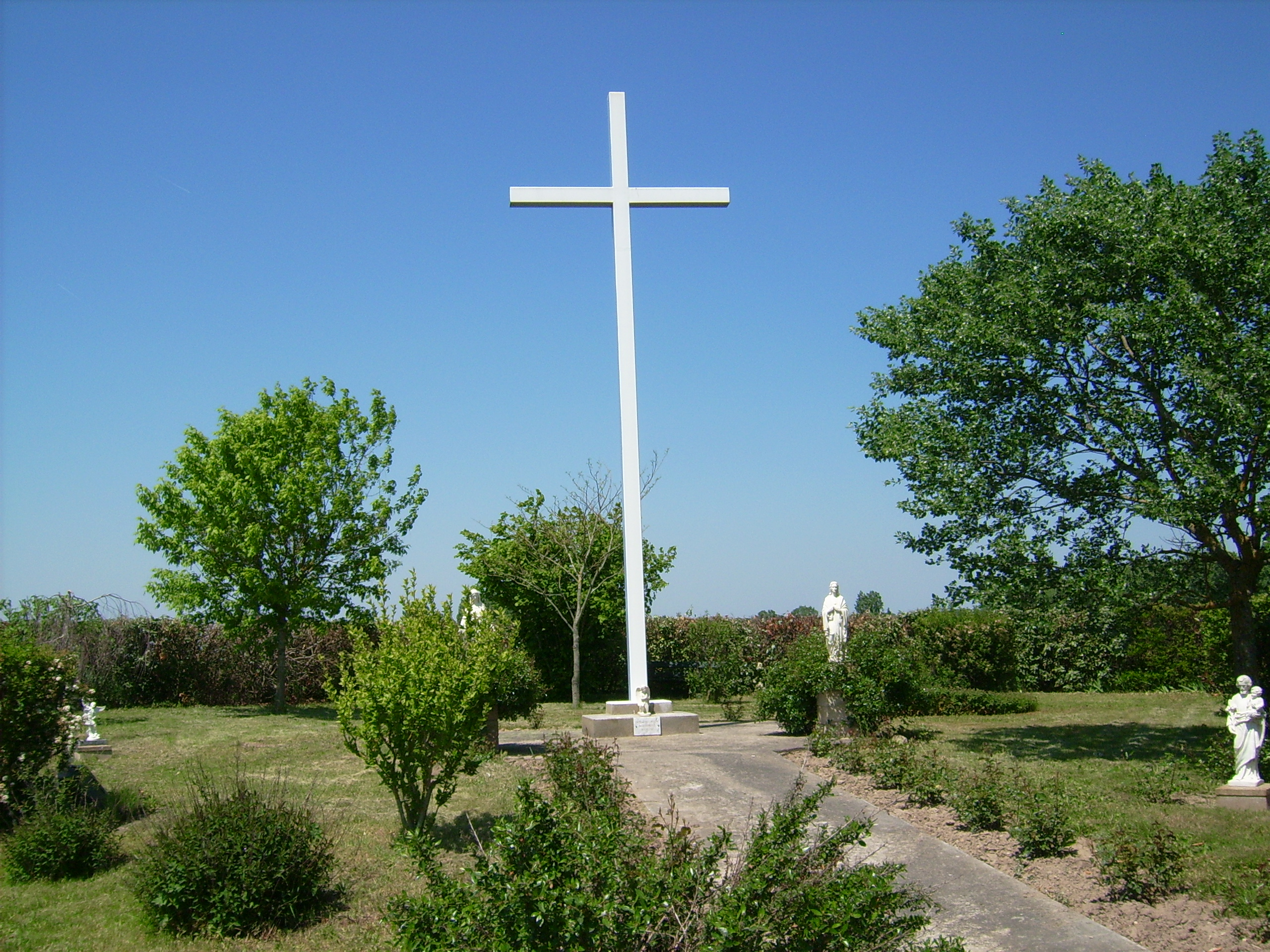
La croix de saint Martin.

Plusieurs de ces croix monumentales sont disséminées sur le territoire communal. On en aperçoit près de Baratière, de Chavis ou encore la dernière en date, érigée dans les années 1990, la croix de saint Martin près de Confluent.

### Personnalités liées à la commune

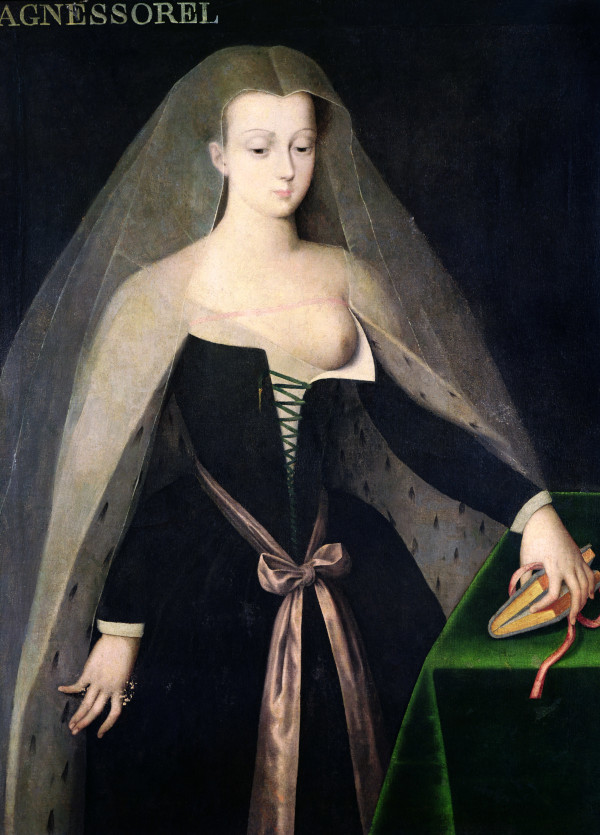
Portrait d'Agnès Sorel d'après Jean Fouquet

- Mado Robin, cantatrice française, née à Yzeures-sur-Creuse, en Indre-et-Loire, le 29 décembre 1918. Elle est inhumée dans le cimetière du village.
- Agnès Sorel, favorite du roi Charles VII de France. Selon la légende, elle serait née à Yzeures-sur-Creuse en Indre-et-Loire, au hameau de Fromenteau, dans les années 1420.

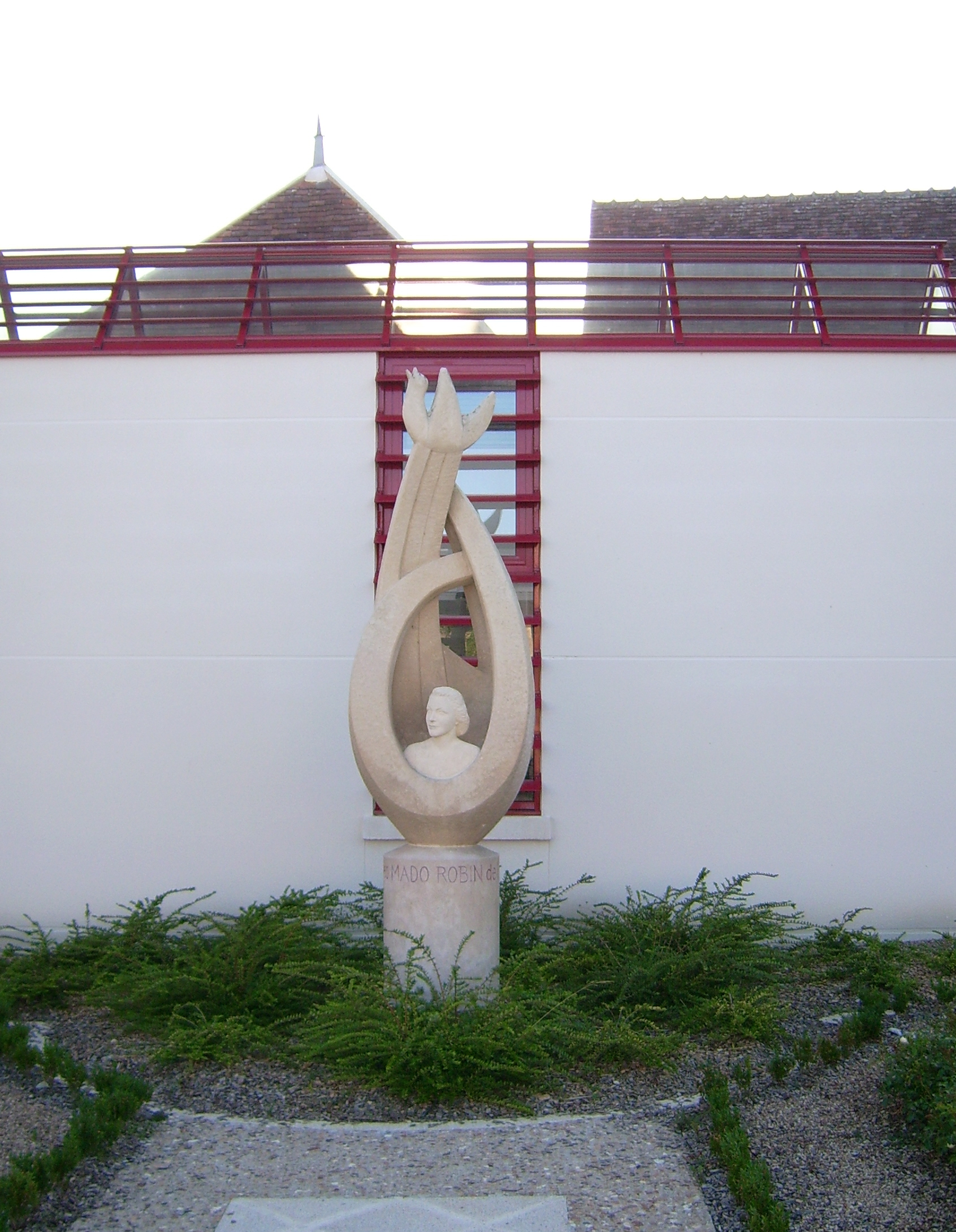
Le buste de Mado Robin

- Louis Ferrant, né à Yzeures-sur-Creuse, le 15 mars 1908, décédé à La Rochelle le 9 octobre 1979. Pilote de chasse durant la Seconde Guerre mondiale, il fut nommé commandeur de la Légion d'honneur, Compagnon de la Libération et officier de l'ordre de Georges Ier (Grèce), il reçut la médaille militaire, la croix de guerre 1939-1945 (2 citations) et la médaille de la Résistance[132],[133]
- Paul Burty-Haviland, photographe, écrivain et critique d'art  (Paris 1880 - Yzeures-sur-Creuse 1950). Il obtint  le 3 juin 2007 la médaille de Juste parmi les nations à titre posthume[134] pour avoir caché son ami juif Georges-Gabriel Picard lors de la Seconde Guerre mondiale chez lui au château de la Motte. Il était marié à Suzanne Lalique. Il est inhumé dans le cimetière communal.
- Suzanne Lalique, illustratrice, artiste peintre et créatrice de costumes et décors de la Comédie française (1892- Yzeures-sur-Creuse 1989). Elle est la fille du verrier René Lalique et la femme de Paul Haviland, précité, et repose comme lui dans le cimetière communal.
- Georges Picard, artiste peintre, décorateur, illustrateur et membre de la Commission des Beaux-arts (Remiremont 1857 - Yzeures-sur-Creuse 1943). Il a été enterré dans le cimetière du village.
- Camille de La Croix dit le père de La Croix (né en 1831 et mort en 1911) est un historien et archéologue français. Il entreprit les fouilles en 1896, sur le temple de Minerve d'Yzeures.
- Philippe Maurice, historien médiéviste français. Il fut l'un des derniers condamnés à mort en France. Le 18 octobre 1989, il soutient sa maîtrise d’histoire du Moyen Âge à Yzeures-sur-Creuse[135].

### Héraldique
|  | Yzeures-sur-Creuse - La commune d'Yzeures-sur-Creuse ne dispose pas de blason. |
|  | Logo actuel d'Yzeures-sur-Creuse - Il symbolise la position d'Yzeures-sur-Creuse (point rouge) en France (vert), localisée au carrefour des lignes formant le Y pour Yzeures. - Ce carrefour symbolisant le fait que la commune soit au carrefour de plusieurs départements et provinces. - L'appartenance à la Touraine du Sud y est également rappelée. |